# 1997 a jogalkotásban
1997-ben az alábbi jogszabályokat alkották meg:

## Magyarország (Forrás:Magyar Közlöny)

### Törvények
- 1997. évi I. törvény 	 a nukleáris biztonságról a Nemzetközi Atomenergia-ügynökség keretében Bécsben, 1994. szeptember 20-án létrejött Egyezmény kihirdetéséről
- 1997. évi II. törvény 	 a Magyar Köztársaság és az Osztrák Köztársaság között a katonai légi közlekedés területén történő együttműködésről szóló, Győrben, 1996. január 26-án aláírt Egyezmény megerősítéséről és kihirdetéséről
- 1997. évi III. törvény 	 a Magyar Köztársaság Kormánya és a Szlovén Köztársaság Kormánya között a repülő és légvédelmi szakterületeken történő katonai együttműködésről szóló, Muraszombatban, 1996. július 10-én aláírt Megállapodás megerősítéséről és kihirdetéséről
- 1997. évi IV. törvény az állam tulajdonában lévő vállalkozói vagyon értékesítéséről szóló 1995. évi XXXIX. törvény módosításáról
- 1997. évi V. törvény 	 az országgyűlési képviselők jogállásáról szóló 1990. évi LV. törvény módosításáról
- 1997. évi VI. törvény 	 a családi pótlékról és a családok támogatásáról szóló 1990. évi XXV. törvény módosításáról
- 1997. évi VII. törvény 	 a helyi önkormányzatok címzett és céltámogatási rendszeréről szóló 1992. évi LXXXIX. törvény módosításáról
- 1997. évi VIII. törvény 	 a felsőoktatásról szóló 1993. évi LXXX. törvény módosításáról
- 1997. évi IX. törvény 	 a szőlő- és gyümölcstermesztésről, valamint a borgazdálkodásról szóló 1970. évi 36. törvényerejű rendelet módosításáról
- 1997. évi X. törvény 	 a Párizsi Békeszerződésről szóló 1947. évi XVIII. törvény 27. Cikke 2. pontjában foglaltak végrehajtásáról
- 1997. évi XI. törvény 	 a védjegyek és a földrajzi árujelzők oltalmáról [1]
- 1997. évi XII. törvény 	 a bányászatról szóló 1993. évi XLVIII. törvény módosításáról és kiegészítéséről [1]
- 1997. évi XIII. törvény  a közbeszerzésekről szóló 1995. évi XL. törvény módosításáról
- 1997. évi XIV. törvény 	 az államigazgatási eljárás általános szabályairól szóló 1957. évi IV. törvény módosításáról
- 1997. évi XV. törvény 	 a Helyi Önkormányzatok Európai Chartájáról szóló, 1985. október 15-én, Strasbourgban kelt egyezmény kihirdetéséről
- 1997. évi XVI. törvény 	 a Magyar Köztársaság és a Horvát Köztársaság között a Magyar Köztársaságban élő horvát kisebbség és a Horvát Köztársaságban élő magyar kisebbség jogainak védelméről Eszéken, 1995. április 5-én aláírt Egyezmény kihirdetéséről
- 1997. évi XVII. törvény 	 a mezőgazdasági termelők adózási feltételeit meghatározó egyes törvények módosításáról
- 1997. évi XVIII. törvény 	 az egyes társadalombiztosítási és szociális ellátásokról szóló törvények módosításáról
- 1997. évi XIX. törvény 	 a hadigondozásról szóló 1994. évi XLV. törvény módosításáról
- 1997. évi XX. törvény 	 a gázszolgáltatásról szóló 1994. évi XLI. törvény módosításáról
- 1997. évi XXI. törvény 	 a polgári szolgálatról
- 1997. évi XXII. törvény 	 az olimpiai járadékról
- 1997. évi XXIII. törvény 	 az egyes sportcélú ingatlanok tulajdoni helyzetének rendezéséről szóló 1996. évi LXV. törvény módosításáról
- 1997. évi XXIV. törvény 	 a Területi Önkormányzatok és Közigazgatási Szervek Határ-menti Együttműködéséről szóló, 1980. május 21-én, Madridban kelt Európai Keretegyezmény kihirdetéséről
- 1997. évi XXV. törvény 	 a Magyar Köztársaság Kormánya és az Osztrák Szövetségi Kormány között a Mörbisch-Siegendorf összekötő út használatáról szóló, Mörbisch-ben, 1995. augusztus 21-én aláírt Egyezmény kihirdetéséről
- 1997. évi XXVI. törvény 	 az Európai hagyományos fegyveres erőkről szóló Szerződés első felülvizsgálati konferenciáján az Európai hagyományos fegyveres erőkről szóló Szerződés kiegészítéseként, annak szerves részeként elfogadott Záródokumentum „A” melléklete, valamint az ideiglenes alkalmazás kiterjesztéséről rendelkező határozat megerősítéséről
- 1997. évi XXVII. törvény 	 a csődeljárásról, a felszámolási eljárásról és a végelszámolásról szóló 1991. évi XLIX. törvény módosításáról
- 1997. évi XXVIII. törvény 	 a bírósági végrehajtásról szóló 1994. évi LIII. törvény módosításáról
- 1997. évi XXIX. törvény 	 az életüktől és szabadságuktól politikai okból jogtalanul megfosztottak kárpótlásáról szóló 1992. évi XXXII. törvény módosításáról
- 1997. évi XXX. törvény 	 a jelzálog-hitelintézetről és a jelzáloglevélről
- 1997. évi XXXI. törvény 	 a gyermekek védelméről és a gyámügyi igazgatásról
- 1997. évi XXXII. törvény 	 a határőrizetről és a Határőrségről
- 1997. évi XXXIII. törvény 	 a vagyoni kárpótlási eljárások lezárásával összefüggő egyes kérdésekről
- 1997. évi XXXIV. törvény 	 az országgyűlési biztosok jogállásával összefüggésben egyes törvények módosításáról
- 1997. évi XXXV. törvény 	 a Magyar Köztársaság és a Görög Köztársaság között Budapesten, 1992. április 3-án aláírt barátsági és együttműködési Szerződés kihirdetéséről
- 1997. évi XXXVI. törvény 	 a Magyar Köztársaság és a Kazak Köztársaság között Budapesten, 1994. december 7-én aláírt, a baráti kapcsolatok és együttműködés alapjairól szóló Szerződés kihirdetéséről
- 1997. évi XXXVII. törvény 	 a Magyar Köztársaság és a Moldovai Köztársaság között Budapesten, 1995. április 19-én aláírt, a baráti kapcsolatok és együttműködés alapjairól szóló Szerződés kihirdetéséről
- 1997. évi XXXVIII. törvény 	 a Magyar Köztársaság és az Olasz Köztársaság között Budapesten, 1991. július 6-án aláírt barátsági és együttműködési Szerződés kihirdetéséről
- 1997. évi XXXIX. törvény 	 a Magyar Köztársaság Kormánya és Románia Kormánya között a minősített katonai információk kölcsönös védelme tárgyában Debrecenben, 1997. február 17-én aláírt Egyezmény megerősítéséről és kihirdetéséről
- 1997. évi XL. törvény 	 a Magyar Köztársaság és az Üzbég Köztársaság között Budapesten, 1992. március 3-án aláírt, az államközi kapcsolatok alapjairól szóló Szerződés kihirdetéséről
- 1997. évi XLI. törvény 	 a halászatról és a horgászatról, egységes szerkezetben a végrehajtásáról szóló 78/1997. (XI. 4.) FM rendelettel
- 1997. évi XLII. törvény 	 a Magyar Köztársaság és az Oroszországi Szovjet Szövetségi Szocialista Köztársaság között Moszkvában, 1991. december 6-án aláírt, a baráti kapcsolatokról és együttműködésről szóló Szerződés és a Szerződés szerves részét képező 1992. január 29-i és 1992. február 5-i külügyminiszteri levélváltás kihirdetéséről
- 1997. évi XLIII. törvény 	 a Magyar Köztársaság és a Szlovák Köztársaság között Párizsban, 1995. március 19-én aláírt, a jószomszédi kapcsolatokról és a baráti együttműködésről szóló Szerződés kihirdetéséről
- 1997. évi XLIV. törvény 	 a Magyar Köztársaság és Románia között Temesvárott, 1996. szeptember 16-án aláírt, a megértésről, az együttműködésről és a jószomszédságról szóló Szerződés kihirdetéséről
- 1997. évi XLV. törvény 	 a helyi önkormányzatok 1997. évi új induló címzett támogatásáról
- 1997. évi XLVI. törvény 	 az Országos Magyar Vadászkamaráról
- 1997. évi XLVII. törvény 	 az egészségügyi és a hozzájuk kapcsolódó személyes adatok kezeléséről és védelméről
- 1997. évi XLVIII. törvény 	 a társadalombiztosítás önkormányzati igazgatásával összefüggő egyes törvények módosításáról
- 1997. évi XLIX. törvény 	 a Magyar Köztársaság Kormánya és az Egyesült Államok Kormánya közötti, az Egyesült Államok Fegyveres Erőinek a Magyar Köztársaság területén történő tevékenységéről szóló Megállapodás, valamint az annak mellékletét képező Végrehajtási Megállapodások megerősítéséről és kihirdetéséről
- 1997. évi L. törvény 	 a vámjogról, a vámeljárásról, valamint a vámigazgatásról szóló 1995. évi C. törvény és az ahhoz kapcsolódó egyes törvények módosításáról
- 1997. évi LI. törvény 	 a Munka Törvénykönyvéről szóló 1992. évi XXII. törvény módosításáról
- 1997. évi LII. törvény 	 az Egyetemes Postaegyesület 1964. évi július hó 10. napján, Bécsben aláírt Alapokmányának kihirdetéséről rendelkező 1967. évi 26. törvényerejű rendelet módosításáról
- 1997. évi LIII. törvény 	 a gépjárműalkatrészek és tartozékok minőségének jóváhagyására vonatkozó egységes feltételek elfogadásáról és a minőségi jóváhagyás kölcsönös elismeréséről szóló, Genfben, 1958. március 20-án aláírt többoldalú nemzetközi egyezmény kihirdetéséről intézkedő 1960. évi 21. törvényerejű rendelet módosításáról
- 1997. évi LIV. törvény 	 a műemlékvédelemről
- 1997. évi LV. törvény 	 a Magyar Könyvvizsgálói Kamaráról és a könyvvizsgálói tevékenységről
- 1997. évi LVI. törvény 	 a közalkalmazottak jogállásáról szóló 1992. évi XXXIII. törvény módosításáról
- 1997. évi LVII. törvény  a lakások és helyiségek bérletére, valamint az elidegenítésükre vonatkozó egyes szabályokról szóló 1993. évi LXXVIII. törvény módosításáról
- 1997. évi LVIII. törvény  a gazdasági reklámtevékenységről
- 1997. évi LIX. törvény 	 a Magyar Köztársaság Alkotmányának módosításáról
- 1997. évi LX. törvény 	 a Magyar Köztársaság Kormánya és az Amerikai Egyesült Államok Kormánya között a kölcsönös bűnügyi jogsegélyről szóló, Budapesten, az 1994. év december hónap 1. napján aláírt szerződés kihirdetéséről
- 1997. évi LXI. törvény 	 a Magyar Köztársaság Kormánya és az Amerikai Egyesült Államok Kormánya között a kiadatásról szóló, Budapesten, az 1994. év december hónap 1. napján aláírt szerződés kihirdetéséről
- 1997. évi LXII. törvény 	 a Magyar Köztársaság és a Kínai Népköztársaság között a polgári és kereskedelmi ügyekben történő kölcsönös jogsegélyről szóló, Pekingben, 1995. év október hónap 9. napján aláírt szerződés kihirdetéséről
- 1997. évi LXIII. törvény 	 az Országos Rádió és Televízió Testület 1997. évi költségvetéséről
- 1997. évi LXIV. törvény 	 a tervező- és szakértő mérnökök, valamint építészek szakmai kamaráiról szóló 1996. évi LVIII. törvény módosításáról
- 1997. évi LXV. törvény 	 a távközlésről szóló 1992. évi LXXII. törvény módosításáról
- 1997. évi LXVI. törvény 	 a bíróságok szervezetéről és igazgatásáról
- 1997. évi LXVII. törvény 	 a bírák jogállásáról és javadalmazásáról
- 1997. évi LXVIII. törvény 	 az igazságügyi alkalmazottak szolgálati jogviszonyáról
- 1997. évi LXIX. törvény 	 az ítélőtáblák székhelyének és illetékességi területének megállapításáról
- 1997. évi LXX. törvény 	 a Magyar Köztársaság ügyészségéről szóló 1972. évi V. törvény módosításáról
- 1997. évi LXXI. törvény 	 az ügyészségi szolgálati viszonyról és az ügyészségi adatkezelésről szóló 1994. évi LXXX. törvény módosításáról
- 1997. évi LXXII. törvény 	 a Polgári perrendtartásról szóló 1952. évi III. törvény módosításáról
- 1997. évi LXXIII. törvény 	 a Büntető Törvénykönyvről szóló 1978. évi IV. törvény módosításáról
- 1997. évi LXXIV. törvény 	 az alkalmi munkavállalói könyvvel történő foglalkoztatásról és az ahhoz kapcsolódó közterhek egyszerűsített befizetéséről
- 1997. évi LXXV. törvény 	 a honvédelemről szóló 1993. évi CX. törvény, a hadköteles katonák szolgálati viszonyáról szóló 1996. évi XLIV. törvény és a fegyveres szervek hivatásos állományú tagjainak szolgálati viszonyáról szóló 1996. évi XLIII. törvény módosításáról
- 1997. évi LXXVI. törvény 	 az állam tulajdonában lévő vállalkozói vagyon értékesítéséről szóló 1995. évi XXXIX. törvény módosításáról
- 1997. évi LXXVII. törvény 	 a Magyar Köztársaság 1997. évi költségvetéséről szóló 1996. évi CXXIV. törvény módosításáról
- 1997. évi LXXVIII. törvény 	 az épített környezet alakításáról és védelméről
- 1997. évi LXXIX. törvény 	 a Kormány tagjai és az államtitkárok jogállásáról és felelősségéről
- 1997. évi LXXX. törvény 	 a társadalombiztosítás ellátásaira és a magánnyugdíjra jogosultakról, valamint e szolgáltatások fedezetéről, egységes szerkezetben a végrehajtásáról szóló 195/1997. (XI. 5.) Korm. rendelettel
- 1997. évi LXXXI. törvény 	 a társadalombiztosítási nyugellátásról, egységes szerkezetben a végrehajtásáról szóló 168/1997. (X. 6.) Korm. rendelettel
- 1997. évi LXXXII. törvény 	 a magánnyugdíjról és a magánnyugdíjpénztárakról
- 1997. évi LXXXIII. törvény 	 a kötelező egészségbiztosítás ellátásairól, egységes szerkezetben a végrehajtásáról szóló 217/1997. (XII. 1.) Korm. rendelettel
- 1997. évi LXXXIV. törvény 	 a szociális igazgatásról és szociális ellátásokról szóló 1993. évi III. törvény módosításáról
- 1997. évi LXXXV. törvény 	 a nemzetközi követelés-vételről szóló, Ottawában, 1988. május 28-án kelt UNIDROIT Egyezmény kihirdetéséről
- 1997. évi LXXXVI. törvény 	 a nemzetközi pénzügyi lízingről szóló, Ottawában, 1988. május 28-án kelt UNIDROIT Egyezmény kihirdetéséről
- 1997. évi LXXXVII. törvény 	 a társadalombiztosítás pénzügyi alapjainak 1997. évi költségvetéséről szóló 1996. évi CXXV. törvény módosításáról
- 1997. évi LXXXVIII. törvény 	 a személyi jövedelemadóról szóló 1995. évi CXVII. törvény módosításáról
- 1997. évi LXXXIX. törvény 	 a Magyar Köztársaság kitüntetéseiről szóló 1991. évi XXXI. törvény módosításáról
- 1997. évi XC. törvény 	 a közúti közlekedésről szóló 1988. évi I. törvény módosításáról
- 1997. évi XCI. törvény 	 az Észak-atlanti Szerződés Szervezetével aláírt „Békepartnerség” program Keretdokumentumának törvénybe iktatásáról, és annak a Magyar Köztársaság által történő végrehajtásáról szóló 1995. évi LXVII. törvény módosításáról
- 1997. évi XCII. törvény 	 a Közép-Európai Szabadkereskedelmi Megállapodást módosító Megállapodás kihirdetéséről
- 1997. évi XCIII. törvény 	 a terrorizmus visszaszorításáról szóló, Strasbourgban, 1977. január 27-én kelt egyezmény kihirdetéséről
- 1997. évi XCIV. törvény 	 a Magyar Köztársaság és Ausztrália között a bűnügyi jogsegélyről szóló, Budapesten, az 1995. év október hónapjának 25. napján aláírt szerződés kihirdetéséről
- 1997. évi XCV. törvény 	 a Magyar Köztársaság és Ausztrália között a kiadatásról szóló, Budapesten, az 1995. év október hónapjának 25. napján aláírt szerződés kihirdetéséről
- 1997. évi XCVI. törvény 	 az országgyűlési képviselők választásáról szóló 1989. évi XXXIV. törvény módosításáról
- 1997. évi XCVII. törvény 	 a Kiváló és Érdemes Művészi járadékról
- 1997. évi XCVIII. törvény 	 a Magyar Köztársaság Alkotmányának módosításáról
- 1997. évi XCIX. törvény 	 a szerencsejáték szervezéséről szóló 1991. évi XXXIV. törvény módosításáról
- 1997. évi C. törvény 	 a választási eljárásról
- 1997. évi CI. törvény 	 a köztisztviselők jogállásáról szóló 1992. évi XXIII. törvény módosításáról
- 1997. évi CII. törvény 	 a munkavédelemről szóló 1993. évi XCIII. törvény módosításáról
- 1997. évi CIII. törvény 	 a jövedéki adóról és a jövedéki termékek forgalmazásának különös szabályairól
- 1997. évi CIV. törvény 	 a vegyifegyverek kifejlesztésének, gyártásának, felhalmozásának és használatának tilalmáról, valamint megsemmisítéséről szóló, Párizsban, 1993. január 13-án aláírt egyezmény kihirdetéséről
- 1997. évi CV. törvény 	 a személyi jövedelemadóról szóló 1995. évi CXVII. törvény módosításáról
- 1997. évi CVI. törvény 	 a társasági adóról és az osztalékadóról szóló 1996. évi LXXXI. törvény módosításáról
- 1997. évi CVII. törvény 	 az általános forgalmi adóról szóló 1992. évi LXXIV. törvény módosításáról
- 1997. évi CVIII. törvény 	 a fogyasztási adóról és a fogyasztói árkiegészítésről szóló 1991. évi LXXVIII. törvény módosításáról
- 1997. évi CIX. törvény 	 az illetékekről szóló 1990. évi XCIII. törvény, a helyi adókról szóló 1990. évi C. törvény és a gépjárműadóról szóló 1991. évi LXXXII. törvény módosításáról
- 1997. évi CX. törvény 	 az adózás rendjéről szóló 1990. évi XCI. törvény módosításáról
- 1997. évi CXI. törvény 	 a Magyar Köztársaság 1996. évi költségvetésének végrehajtásáról
- 1997. évi CXII. törvény 	 az Egészségbiztosítási Alap 1997. évi pótköltségvetéséről
- 1997. évi CXIII. törvény 	 a Magyar Export-Import Bank Részvénytársaságról és a Magyar Exporthitel Biztosító Részvénytársaságról szóló 1994. évi XLII. törvény módosításáról
- 1997. évi CXIV. törvény 	 az agrárgazdaság fejlesztéséről
- 1997. évi CXV. törvény 	 a Rendőrség által körözött tárgyak adatainak nyilvánossá tételéről
- 1997. évi CXVI. törvény 	 a fegyveres szervek hivatásos állományú tagjainak szolgálati viszonyáról szóló 1996. évi XLIII. törvény módosításáról
- 1997. évi CXVII. törvény 	 a behozott kőolaj és kőolajtermékek biztonsági készletezéséről szóló 1993. évi XLIX. törvény módosításáról
- 1997. évi CXVIII. törvény 	 a Budapest főváros közigazgatási területéről és kerületi beosztásáról szóló 1994. évi XLIII. törvény mellékleteinek módosításáról
- 1997. évi CXIX. törvény 	 a bíróságok szervezetéről és igazgatásáról szóló 1997. évi LXVI. törvény módosításáról
- 1997. évi CXX. törvény 	 a foglalkoztatás elősegítéséről és a munkanélküliek ellátásáról szóló 1991. évi IV. törvény, valamint a Bérgarancia Alapról szóló 1994. évi LXVI. törvény módosításáról
- 1997. évi CXXI. törvény 	 a szőlőtermesztésről és a borgazdálkodásról
- 1997. évi CXXII. törvény 	 a hegyközségekről szóló 1994. évi CII. törvény módosításáról
- 1997. évi CXXIII. törvény 	 a lelkiismereti és vallásszabadságról, valamint az egyházakról szóló 1990. évi IV. törvény módosításáról
- 1997. évi CXXIV. törvény 	 az egyházak hitéleti és közcélú tevékenységének anyagi feltételeiről
- 1997. évi CXXV. törvény 	 a volt egyházi ingatlanok tulajdoni helyzetének rendezéséről szóló 1991. évi XXXII. törvény módosításáról
- 1997. évi CXXVI. törvény 	 a felsőoktatásról szóló 1993. évi LXXX. törvény módosításáról
- 1997. évi CXXVII. törvény 	 a felsőoktatásról szóló 1993. évi LXXX. törvény módosításáról
- 1997. évi CXXVIII. törvény 	 a közoktatásról szóló 1993. évi LXXIX. törvény módosításáról
- 1997. évi CXXIX. törvény 	 a személyi jövedelemadó meghatározott részének az adózó rendelkezése szerinti közcélú felhasználásáról szóló 1996. évi CXXVI. törvény módosításáról
- 1997. évi CXXX. törvény 	 a számvitelről szóló 1991. évi XVIII. törvény módosításáról
- 1997. évi CXXXI. törvény 	 a helyi önkormányzatok címzett és céltámogatási rendszeréről szóló 1992. évi LXXXIX. törvény módosításáról
- 1997. évi CXXXII. törvény 	 a külföldi székhelyű vállalkozások magyarországi fióktelepeiről és kereskedelmi képviseleteiről
- 1997. évi CXXXIII. törvény 	 a „Mértéktelen sérülést okozónak vagy megkülönböztetés nélkül hatónak tekinthető egyes hagyományos fegyverek alkalmazásának betiltásáról, illetőleg korlátozásáról” szóló egyezmény és a hozzá csatolt jegyzőkönyvek kihirdetéséről rendelkező 1984. évi 2. törvényerejű rendelet módosításáról és kiegészítéséről
- 1997. évi CXXXIV. törvény 	 a helyi önkormányzatokról szóló 1990. évi LXV. törvény módosításáról
- 1997. évi CXXXV. törvény 	 a helyi önkormányzatok társulásairól és együttműködéséről
- 1997. évi CXXXVI. törvény 	 az Országos Tudományos Kutatási Alapprogramokról
- 1997. évi CXXXVII. törvény 	 az egyéni vállalkozásról szóló 1990. évi V. törvény módosításáról
- 1997. évi CXXXVIII. törvény 	 a gazdasági kamarákról szóló 1994. évi XVI. törvény módosításáról
- 1997. évi CXXXIX. törvény 	 a menedékjogról
- 1997. évi CXL. törvény 	 a muzeális intézményekről, a nyilvános könyvtári ellátásról és a közművelődésről
- 1997. évi CXLI. törvény 	 az ingatlan-nyilvántartásról, egységes szerkezetben a végrehajtásáról szóló 109/1999. (XII. 29.) FVM rendelettel
- 1997. évi CXLII. törvény 	 a társadalmi szervezetek által használt állami tulajdonú ingatlanok jogi helyzetének rendezéséről
- 1997. évi CXLIII. törvény 	 a Magyar Köztársaság Kormánya és az Északi Beruházási Bank közötti pénzügyi együttműködésről szóló Keretmegállapodás kihirdetéséről
- 1997. évi CXLIV. törvény 	 a gazdasági társaságokról
- 1997. évi CXLV. törvény 	 a cégnyilvántartásról, a cégnyilvánosságról és a bírósági cégeljárásról
- 1997. évi CXLVI. törvény 	 a Magyar Köztársaság 1998. évi költségvetéséről
- 1997. évi CXLVII. törvény 	 a devizáról szóló 1995. évi XCV. törvény módosításáról
- 1997. évi CXLVIII. törvény 	 a biztosítóintézetekről és a biztosítási tevékenységről szóló 1995. évi XCVI. törvény módosításáról
- 1997. évi CXLIX. törvény 	 a Magyar Köztársaság polgári törvénykönyvéről szóló 1959. évi IV. törvény módosításáról
- 1997. évi CL. törvény 	 a Magyar Köztársaság 1997. évi költségvetéséről szóló 1996. évi CXXIV. törvény módosításáról, valamint a helyi önkormányzatok címzett támogatással folyamatban lévő egyes egészségügyi beruházásainak rendezése érdekében szükséges egyéb törvénymódosításokról
- 1997. évi CLI. törvény 	 az értékpapírok forgalomba hozataláról, a befektetési szolgáltatásokról és az értékpapír-tőzsdéről szóló 1996. évi CXI. törvény módosításáról
- 1997. évi CLII. törvény 	 a társadalombiztosítás pénzügyi alapjai 1996. évi költségvetésének végrehajtásáról
- 1997. évi CLIII. törvény 	 a társadalombiztosítás pénzügyi alapjai 1998. évi költségvetéséről
- 1997. évi CLIV. törvény 	 az egészségügyről
- 1997. évi CLV. törvény 	 a fogyasztóvédelemről
- 1997. évi CLVI. törvény 	 a közhasznú szervezetekről
- 1997. évi CLVII. törvény 	 a társasházról
- 1997. évi CLVIII. törvény 	 a hitelintézetekről és a pénzügyi vállalkozásokról szóló 1996. évi CXII. törvény módosításáról
- 1997. évi CLIX. törvény 	 a fegyveres biztonsági őrségről, a természetvédelmi és a mezei őrszolgálatról

### Országgyűlési határozatok (126)
- 1/1997. (II. 12.) OGY határozat az Országgyűlés Alkotmányelőkészítő bizottságának létrehozásáról szóló 63/1995. (VI. 17.) OGY határozat módosításáról
- 2/1997. (II. 12.) OGY határozat az Országgyűlés bizottságainak létrehozásáról, tisztségviselőinek és tagjainak megválasztásáról szóló 62/1994. (XI. 23.) OGY határozat módosításáról
- 3/1997. (II. 12.) OGY határozat az Állami Számvevőszék elnökének jelölését szolgáló eseti bizottság felállításáról szóló 88/1996. (X. 30.) OGY határozat módosításáról
- 4/1997. (II. 12.) OGY határozat a kábítószer-fogyasztás visszaszorítása érdekében létrehozandó országgyűlési eseti bizottság felállításáról szóló 111/1996. (XII. 19.) OGY határozat kiegészítéséről
- 5/1997. (II. 12.) OGY határozat mentelmi jog felfüggesztéséről
- 6/1997. (II. 20.) OGY határozat az Országgyűlés bizottságainak létrehozásáról, tisztségviselőinek és tagjainak megválasztásáról szóló 62/1994. (XI. 23.) OGY határozat módosításáról
- 7/1997. (II. 20.) OGY határozat a Magyar Köztársaság és a NATO közötti 1997. évi Egyéni Partnerségi Program tervezetének jóváhagyásáról
- 8/1997. (II. 26.) OGY határozat mentelmi jog fenntartásáról
- 9/1997. (II. 26.) OGY határozat mentelmi jog fenntartásáról
- 10/1997. (III. 5.) OGY határozat a Magyar Köztársaság és a Tunéziai Köztársaság között a kettős adóztatás elkerülésére a jövedelemadók területén Tuniszban, 1992. október 22-én aláírt egyezmény megerősítéséről
- 11/1997. (III. 5.) OGY határozat a társadalmi szervezetek, a nemzeti és etnikai kisebbségi szervezetek, valamint az egyházak költségvetési támogatására szolgáló pénzeszközök elosztásának bizottsági előkészítéséről szóló 74/1994. (XII. 27.) OGY határozat módosításáról
- 12/1997. (III. 5.) OGY határozat a Budapest Bank privatizációjával kapcsolatos Állami Számvevőszéki vizsgálatról
- 13/1997. (III. 12.) OGY határozat a Magyar Köztársaság részvételéről a Nemzetközi Fejlesztési Társulás alapjainak 11. feltöltésében és a Közbülső Alapban
- 14/1997. (III. 12.) OGY határozat a Magyar Köztársaság részvényjegyzéséről az Európai Fejlesztési és Újjáépítési Bank alaptőke-emelése kapcsán
- 15/1997. (III. 12.) OGY határozat az 1997. évben a két- és többoldalú megállapodások alapján tervezett, országgyűlési hozzájárulást igénylő csapatmozgásokról
- 16/1997. (III. 12.) OGY határozat az Országgyűlés bizottságainak létrehozásáról, tisztségviselőinek és tagjainak megválasztásáról szóló 62/1994. (XI. 23.) OGY határozat módosításáról
- 17/1997. (III. 19.) OGY határozat az Országgyűlés bizottságainak létrehozásáról, tisztségviselőinek és tagjainak megválasztásáról szóló 62/1994. (XI. 23.) OGY határozat módosításáról
- 18/1997. (III. 19.) OGY határozat a védjegyek nemzetközi lajstromozásáról szóló Madridi Megállapodáshoz kapcsolódó 1989. évi Jegyzőkönyv megerősítéséről
- 19/1997. (III. 19.) OGY határozat a Magyarországi Nemzeti és Etnikai Kisebbségekért Közalapítványnál, a Magyarországi Cigányokért Közalapítványnál és a Gandhi Közalapítványnál elvégzendő Állami Számvevőszéki vizsgálatról
- 20/1997. (III. 19.) OGY határozat az országos kisebbségi önkormányzatoknál elvégzendő Állami Számvevőszéki vizsgálatról
- 21/1997. (III. 19.) OGY határozat az Egészségbiztosítási Önkormányzat és az Országos Egészségbiztosítási Pénztár működéséről
- 22/1997. (III. 19.) OGY határozat az 1990. december 31-ig indult hadiipari fejlesztésekhez Gyártmányfejlesztési Forgóalapból nyújtott kölcsönök egy része visszafizetésének elengedéséről
- 23/1997. (III. 26.) OGY határozat az Országgyűlés bizottságainak létrehozásáról, tisztségviselőinek és tagjainak megválasztásáról szóló 62/1994. (XI. 23.) OGY határozat módosításáról
- 24/1997. (III. 26.) OGY határozat a holtágak megmentésével, rehabilitációjával, védelmével és hasznosításával kapcsolatos feladatokról
- 25/1997. (III. 28.) OGY határozat a Magyar Köztársaság légterének NATO-repülőgépek által történő igénybevételéről
- 26/1997. (III. 28.) OGY határozat a Magyar Köztársaság és a Török Köztársaság között Budapesten, 1997. január 8-án aláírt szabadkereskedelmi megállapodás megerősítéséről
- 27/1997. (III. 28.) OGY határozat a Helyi Önkormányzatok Európai Chartájának megerősítéséről hozott 16/1993. (III. 26.) OGY határozat módosításáról
- 28/1997. (III. 28.) OGY határozat a Magyar Köztársaságban élő nemzeti és etnikai kisebbségek helyzetéről szóló beszámolóról
- 29/1997. (III. 28.) OGY határozat a fegyveres erők 1997. év végi részletes bontású létszámáról
- 30/1997. (IV. 18.) OGY határozat a területfejlesztési támogatások és a decentralizáció elveiről, a kedvezményezett területek besorolásának feltételrendszeréről
- 31/1997. (IV. 18.) OGY határozat az Országgyűlés bizottságainak létrehozásáról, tisztségviselőinek és tagjainak megválasztásáról szóló 62/1994. (XI. 23.) OGY határozat módosításáról
- 32/1997. (IV. 18.) OGY határozat az Országgyűlés bizottságainak létrehozásáról, tisztségviselőinek és tagjainak megválasztásáról szóló 62/1994. (XI. 23.) OGY határozat módosításáról
- 33/1997. (IV. 18.) OGY határozat az egyes fontos tisztségeket betöltő személyek ellenőrzését végző bizottságokba tagok választásáról
- 34/1997. (IV. 25.) OGY határozat a Közbeszerzések Tanácsa 1995. november 1.-1996. december 31. közötti időszakban végzett tevékenységéről, valamint a közbeszerzések tisztaságával és átláthatóságával kapcsolatos tapasztalatairól szóló jelentés elfogadásáról
- 35/1997. (IV. 25.) OGY határozat a Területi Önkormányzatok és Közigazgatási Szervek Határ-menti Együttműködéséről szóló Európai Keretegyezmény megerősítéséről hozott 15/1993. (III. 26.) OGY határozat módosításáról
- 36/1997. (IV. 25.) OGY határozat mentelmi jog fenntartásáról
- 37/1997. (IV. 25.) OGY határozat mentelmi jog fenntartásáról
- 38/1997. (IV. 25.) OGY határozat mentelmi jog fenntartásáról
- 39/1997. (IV. 25.) OGY határozat mentelmi jog fenntartásáról
- 40/1997. (IV. 25.) OGY határozat mentelmi jog fenntartásáról
- 41/1997. (IV. 29.) OGY határozat a Magyar Köztársaság csatlakozásáról a Nemzetközi Energia Programról szóló, Párizsban, 1974. november 18-án kelt Egyezményhez és annak Jegyzőkönyveihez, valamint a Gazdasági Együttműködési és Fejlesztési Szervezetnek a Nemzetközi Energia Ügynökségét létrehozó C(74)203 (végső) határozatához
- 42/1997. (IV. 29.) OGY határozat a Horvát Köztársaságnak a Magyar Köztársaság és a Jugoszláv Szocialista Szövetségi Köztársaság közötti kétoldalú nemzetközi szerződéseiben való jogutódlásáról szóló, Zágrábban, 1996. április 22-én aláírt Jegyzőkönyv megerősítéséről
- 43/1997. (IV. 29.) OGY határozat a Magyar Köztársaság Kormánya és az Északi Beruházási Bank közötti pénzügyi együttműködésről szóló keretmegállapodásról
- 44/1997. (IV. 29.) OGY határozat a magyar turizmus fejlődése érdekében szükséges tennivalókról
- 45/1997. (IV. 29.) OGY határozat a nemzeti és etnikai kisebbségi szervezetek költségvetési támogatásáról
- 46/1997. (IV. 29.) OGY határozat vizsgáló bizottság felállítása a MÁV Rt. gazdálkodásának átvilágítására, különös tekintettel a teherszállító vasúti kocsik leselejtezésére és beszerzéséről
- 47/1997. (IV. 29.) OGY határozat mentelmi jog fenntartásáról
- 48/1997. (V. 8.) OGY határozat az Országgyűlés bizottságainak létrehozásáról, tisztségviselőinek és tagjainak megválasztásáról szóló 62/1994. (XI. 23.) OGY határozat módosításáról
- 49/1997. (V. 8.) OGY határozat az adós- és bankkonszolidáció körülményeinek tisztázására létrehozott vizsgáló bizottság elnökének és alelnökének megválasztásáról szóló 80/1995. (VII. 6.) OGY határozat módosításáról
- 50/1997. (V. 14.) OGY határozat a Magyar Köztársaság és a Svájci Államszövetség között a szociális biztonságról szóló, 1996. június 4-én, Bernben aláírt Egyezmény megerősítéséről
- 51/1997. (V. 14.) OGY határozat az Európa Tanács Adatvédelmi Egyezményének megerősítéséről
- 52/1997. (V. 21.) OGY határozat az adatvédelmi biztos beszámolójának elfogadásáról
- 53/1997. (V. 21.) OGY határozat az állampolgári jogok országgyűlési biztosának és általános helyettesének tevékenységéről szóló beszámoló elfogadásáról
- 54/1997. (V. 21.) OGY határozat a nemzeti és etnikai kisebbségi jogok országgyűlési biztosának tevékenységéről szóló beszámoló elfogadásáról
- 55/1997. (V. 21.) OGY határozat az Országgyűlés tisztségviselőinek megválasztásáról szóló 32/1994. (VI. 30.) OGY határozat módosításáról
- 56/1997. (V. 21.) OGY határozat az Országgyűlés bizottságainak létrehozásáról, tisztségviselőinek és tagjainak megválasztásáról szóló 62/1994. (XI. 23.) OGY határozat módosításáról
- 57/1997. (V. 28.) OGY határozat a magyar-orosz olajszállítások és az orosz államadósság hasznosítása során felmerült összeférhetetlenségek, valamint a politikai döntéshozók és a gazdasági élet résztvevőinek esetleges összefonódását vizsgáló bizottság jelentésének elfogadásáról
- 58/1997. (V. 28.) OGY határozat az Országgyűlés bizottságainak létrehozásáról, tisztségviselőinek és tagjainak megválasztásáról szóló 62/1994. (XI. 23.) OGY határozat módosításáról
- 59/1997. (VI. 4.) OGY határozat az 1997. évben tervezett, országgyűlési hozzájárulást igénylő egyes csapatmozgásokról
- 60/1997. (VI. 4.) OGY határozat a hazai gyakorló- és lőterek külföldiek által, térítés ellenében történő igénybevételéről
- 61/1997. (VI. 5.) OGY határozat a Magyar Köztársaság Országgyűlésének Házszabályáról szóló 46/1994. (IX. 30.) OGY határozat módosításáról
- 62/1997. (VI. 13.) OGY határozat a társadalmi szervezetek költségvetési támogatásának elosztásáról
- 63/1997. (VI. 18.) OGY határozat a magyar agrár-exporttámogatás rendezésének elősegítésére hivatott eseti bizottság felállításáról
- 64/1997. (VI. 25.) OGY határozat az Alkotmánybíróság két tagjának megválasztásáról
- 65/1997. (VI. 25.) OGY határozat a rádió és televízió testületek tisztségviselőinek és tagjainak megválasztásáról szóló 13/1996. (III. 1.) OGY határozat módosításáról
- 66/1997. (VII. 1.) OGY határozat a Magyar Köztársaság és a Szlovák Köztársaság között az Ipoly, a Sajó és a Ronyva határfolyók vízgazdálkodási szabályozása következtében az államhatár megváltoztatásáról szóló, Pozsonyban, 1997. április 21-én aláírt Szerződés megerősítéséről
- 67/1997. (VII. 1.) OGY határozat az Országos Rádió és Televízió Testület 1996. évi tevékenységéről szóló beszámolóról és az abból adódó feladatokról
- 68/1997. (VII. 1.) OGY határozat az Országgyűlés bizottságainak létrehozásáról, tisztségviselőinek és tagjainak megválasztásáról szóló 62/1994. (XI. 23.) OGY határozat módosításáról
- 69/1997. (VII. 10.) OGY határozat mentelmi jog fenntartásáról
- 70/1997. (VII. 15.) OGY határozat a Magyar Távirati Iroda Részvénytársaság létrehozásáról
- 71/1997. (VII. 17.) OGY határozat a Magyar Köztársaság Országgyűlésének Házszabályáról szóló 46/1994. (IX. 30.) OGY határozat módosításáról
- 72/1997. (VII. 17.) OGY határozat a Magyar Televízió, a Magyar Rádió és a Hungária Televízió Közalapítványok kiegészítő támogatásáról
- 73/1997. (VII. 17.) OGY határozat a Határőrség fejlesztésének irányairól
- 74/1997. (VII. 18.) OGY határozat az új nyugdíjrendszer bevezetéséhez kapcsolódó egyes feladatokról
- 75/1997. (VII. 18.) OGY határozat a megváltozott munkaképességűek és rokkantak társadalombiztosítási és szociális ellátó rendszerének átalakításáról
- '76/1997. (VII. 18.) OGY határozat a Magyar Távirati Iroda Rt. Tulajdonosi Tanácsadó Testülete tisztségviselőinek és tagjainak megválasztásáról
- 77/1997. (IX. 16.) OGY határozat az Országgyűlés bizottságainak létrehozásáról, tisztségviselőinek és tagjainak megválasztásáról szóló 62/1994. (XI. 23.) OGY határozat módosításáról
- 78/1997. (IX. 16.) OGY határozat az Országgyűlés tisztségviselőinek megválasztásáról szóló 32/1994. (VI. 30.) OGY határozat módosításáról
- 79/1997. (IX. 16.) OGY határozat a rádió- és televíziótestületek tisztségviselőinek és tagjainak megválasztásáról szóló 13/1996. (III. 1.) OGY határozat módosításáról
- 80/1997. (IX. 26.) OGY határozat az Európa Tanács kiváltságairól és mentességeiről szóló Általános Megállapodás Strasbourgban, 1996. március 5-én kelt Hatodik jegyzőkönyvének, valamint az Emberi Jogok Európai Bírósága eljárásaiban részt vevő személyekre vonatkozó, Strasbourgban, 1996. március 5-én kelt Európai Megállapodás megerősítéséről
- 81/1997. (IX. 26.) OGY határozat Románia Közép-Európai Szabadkereskedelmi Megállapodáshoz történő csatlakozásáról szóló Megállapodás megerősítéséről
- 82/1997. (IX. 26.) OGY határozat a rádió- és televíziótestületek tisztségviselőinek és tagjainak megválasztásáról szóló 13/1996. (III. 1.) OGY határozat módosításáról
- 83/1997. (IX. 26.) OGY határozat a Nemzeti Környezetvédelmi Programról
- 84/1997. (X. 3.) OGY határozat az Országgyűlés Alkotmány-előkészítő bizottságának létrehozásáról szóló 63/1995. (VI. 17.) OGY határozat módosításáról
- 85/1997. (X. 3.) OGY határozat az Országgyűlés bizottságainak létrehozásáról, tisztségviselőinek és tagjainak megválasztásáról szóló 62/1994. (XI. 23.) OGY határozat módosításáról
- 86/1997. (X. 8.) OGY határozat országos népszavazás elrendeléséről
- 87/1997. (X. 11.) OGY határozat a Magyar Köztársaság Kormánya és az Osztrák Köztársaság Kormánya között 1992. október 9-én, Salzburgban aláírt Egyezmény módosításáról szóló Megállapodás megerősítéséről
- 88/1997. (X. 11.) OGY határozat az Országgyűlés bizottságainak létrehozásáról, tisztségviselőinek és tagjainak megválasztásáról szóló 62/1994. (XI. 23.) OGY határozat módosításáról
- 89/1997. (X. 21.) OGY határozat a Magyar Köztársaság Kormánya és a Moldovai Köztársaság Kormánya között a Magyar Köztársaság, illetve a Moldovai Köztársaság területén jogellenesen tartózkodó személyek átadásáról és átvételéről szóló, Budapesten, 1997. június 4-én aláírt Megállapodás megerősítéséről
- 90/1997. (XI. 5.) OGY határozat az országos népszavazás elrendeléséről szóló 86/1997. (X. 8.) OGY határozat módosításáról
- 91/1997. (XI. 6.) OGY határozat a Magyar Televízió Közalapítvány Kuratóriumának 1996. március 1. és 1997. március 10. közötti tevékenységéről szóló beszámolóról és az abból adódó feladatokról
- 92/1997. (XI. 6.) OGY határozat a Hungária Televízió Közalapítvány 1996-ban végzett tevékenységéről szóló beszámolóról és az abból adódó feladatokról
- 93/1997. (XI. 6.) OGY határozat a Magyar Rádió Közalapítvány Kuratóriumának a közalapítvány létrejötte óta végzett tevékenységéről szóló beszámolóról és az abból adódó feladatokról
- 94/1997. (XI. 6.) OGY határozat a rádió és televízió testületek tisztségviselőinek és tagjainak megválasztásáról szóló 13/1996. (III. 1.) OGY határozat módosításáról
- 95/1997. (XI. 6.) OGY határozat az Országgyűlés tisztségviselőinek megválasztásáról szóló 32/1994. (VI. 30.) OGY határozat módosításáról
- 96/1997. (XI. 6.) OGY határozat mentelmi jog fenntartásáról
- 97/1997. (XI. 6.) OGY határozat a területfejlesztési támogatások és a decentralizáció elveiről, a kedvezményezett területek besorolásának feltételrendszeréről szóló 30/1997. (IV. 18.) OGY határozat módosításáról
- 98/1997. (XI. 6.) OGY határozat a Magyar Köztársaság és Izrael Állam közötti Szabadkereskedelmi Megállapodás megerősítéséről
- 99/1997. (XI. 12.) OGY határozat a társadalmi szervezetek, a nemzeti és etnikai kisebbségi szervezetek, valamint az egyházak költségvetési támogatására szolgáló pénzeszközök elosztásának bizottsági előkészítéséről szóló 74/1994. (XII. 27.) OGY határozat módosításáról
- 100/1997. (?.) OGY határozat
- 101/1997. (?.) OGY határozat
- 102/1997. (XI. 15.) OGY határozat az Országgyűlés tisztségviselőinek megválasztásáról szóló 32/1994. (VI. 30.) OGY határozat módosításáról
- 103/1997. (XI. 15.) OGY határozat „A fertődi Esterházy Kastélyegyüttes tárgyában”
- 104/1997. (XI. 26.) OGY határozat a Magyar Köztársaság Országgyűlésének Házszabályáról szóló 46/1994. (IX. 30.) OGY határozat módosításáról
- 105/1997. (XI. 26.) OGY határozat a Magyar Köztársaság és az Európai Beruházási Bank (EIB) közötti, az EIB magyarországi tevékenységére vonatkozó, Hongkongban, 1997. szeptember 22-én kelt Keretmegállapodás megerősítéséről
- 106/1997. (XI. 26.) OGY határozat az Állami Számvevőszék elnökének jelölését szolgáló eseti bizottság felállításáról szóló 88/1996. (X. 30.) OGY határozat módosításáról
- 107/1997. (XI. 26.) OGY határozat mentelmi jog felfüggesztéséről
- 108/1997. (XII. 5.) OGY határozat az Országgyűlés bizottságainak létrehozásáról, tisztségviselőinek és tagjainak megválasztásáról szóló 62/1994. (XI. 23.) OGY határozat módosításáról
- 109/1997. (XII. 8.) OGY határozat a Magyar Köztársaság és az Apostoli Szentszék között a Katolikus Egyház magyarországi közszolgálati és hitéleti tevékenységének finanszírozásáról, valamint néhány vagyoni természetű kérdésről 1997. június 20-án aláírt Megállapodás megerősítéséről
- 110/1997. (XII. 10.) OGY határozat az Országgyűlés bizottságainak létrehozásáról, tisztségviselőinek és tagjainak megválasztásáról szóló 62/1994. (XI. 23.) OGY határozat módosításáról
- 111/1997. (XII. 10.) OGY határozat az Állami Számvevőszék elnökének megválasztásáról
- 112/1997. (XII. 10.) OGY határozat a társadalmi szervezetek, a nemzeti és etnikai kisebbségi szervezetek, valamint az egyházak költségvetési támogatására szolgáló pénzeszközök elosztásának bizottsági előkészítéséről szóló 74/1994. (XII. 27.) OGY határozat módosításáról
- 113/1997. (XII. 17.) OGY határozat a menekültek helyzetére vonatkozó 1951. évi július hó 28. napján elfogadott, az 1989. évi 15. törvényerejű rendelettel kihirdetett Egyezményhez fűzött nyilatkozat visszavonásáról
- 114/1997. (XII. 17.) OGY határozat az Országgyűlés bizottságainak létrehozásáról, tisztségviselőinek és tagjainak megválasztásáról szóló 62/1994. (XI. 23.) OGY határozat módosításáról
- 115/1997. (XII. 17.) OGY határozat a Magyar Távirati Iroda Részvénytársaság felügyelő bizottsága elnökének és egy tagjának megválasztásáról
- 116/1997. (XII. 17.) OGY határozat az egyes pártok állami ingatlanjuttatásának törvényességi ellenőrzéséről
- 117/1997. (XII. 17.) OGY határozat mentelmi jog felfüggesztéséről
- 118/1997. (XII. 18.) OGY határozat az Országos Választási Bizottság elnökének az 1997. november 16-án megtartott népszavazásról szóló országgyűlési beszámolója elfogadásáról
- 119/1997. (XII. 18.) OGY határozat a Magyar Köztársaság belügyminiszterének az 1997. november 16-án megtartott népszavazásról szóló országgyűlési beszámolója elfogadásáról
- 120/1997. (XII. 18.) OGY határozat mentelmi jog fenntartásáról
- 121/1997. (XII. 18.) OGY határozat az Országgyűlés bizottságainak létrehozásáról, tisztségviselőinek és tagjainak megválasztásáról szóló 62/1994. (XI. 23.) OGY határozat módosításáról
- 122/1997. (XII. 18.) OGY határozat az 1997. november 3-ra, Budapestre bejelentett és a gyülekezési jogról szóló 1989. évi III. törvény 8. §-ának (1) bekezdésében és 9. §-ának (2) bekezdésében foglaltak szerint betiltott rendezvénnyel kapcsolatos kérdéseket vizsgáló bizottság felállításáról
- 123/1997. (XII. 18.) OGY határozat az egyházi személyek egészségbiztosítási járulékfizetési kötelezettsége teljesítéséhez szükséges előirányzat-módosításról
- 124/1997. (XII. 18.) OGY határozat a fegyveres erők részletes bontású létszámáról
- 125/1997. (XII. 18.) OGY határozat a Kábítószer-fogyasztás Visszaszorítása Érdekében Létrehozott Eseti Bizottság jelentéséről
- 126/1997. (XII. 18.) OGY határozat a lopott vagy jogellenesen külföldre vitt kulturális javak nemzetközi visszaadásáról szóló UNIDROIT egyezmény megerősítéséről

### Kormányrendeletek
- 1/1997. (I. 10.) Korm. rendelet 	 a társadalombiztosításról szóló 1975. évi II. törvény végrehajtásáról rendelkező 89/1990. (V. 1.) MT rendelet módosításáról
- 2/1997. (I. 15.) Korm. rendelet 	 a bevándorlási engedélyek 1997. évi keretszámáról és a kedvezményezett esetekről
- 3/1997. (I. 15.) Korm. rendelet 	 a közalkalmazottakról szóló 1992. évi XXXIII. törvény végrehajtásáról a közoktatási intézményekben tárgyú 138/1992. (X. 8.) Korm. rendelet módosításáról
- 4/1997. (I. 22.) Korm. rendelet 	 az üzletek működéséről és a belkereskedelmi tevékenység folytatásának feltételeiről
- 5/1997. (I. 22.) Korm. rendelet 	 a vásárokról és piacokról szóló 35/1995. (IV. 5.) Korm. rendelet módosításáról
- 6/1997. (I. 22.) Korm. rendelet 	 az egyes tartós használatra rendelt termékek jótállási kötelezettségéről szóló 117/1991. (IX. 10.) Korm. rendelet módosításáról
- 7/1997. (I. 22.) Korm. rendelet 	 az ingó dolgokat terhelő jelzálogjog és a vagyont terhelő zálogjog nyilvántartásáról
- 8/1997. (I. 22.) Korm. rendelet 	 a közműves ivóvízellátásról és a közműves szennyvízelvezetésről szóló 38/1995. (IV. 5.) Korm. rendelet módosításáról
- 9/1997. (I. 22.) Korm. rendelet 	 az egészségügy társadalombiztosítási finanszírozásának egyes kérdéseiről szóló 103/1995. (VIII. 25.) Korm. rendelet módosításáról rendelkező 238/1996. (XII. 26.) Korm. rendelet módosításáról
- 10/1997. (I. 28.) Korm. rendelet 	 a vasúti személyszállítási szerződésekről
- 11/1997. (I. 30.) Korm. rendelet 	 az árutőzsde, az értékpapír-tőzsde és az elszámolóházak éves beszámoló készítési és könyvvezetési kötelezettségének sajátosságairól
- 12/1997. (I. 30.) Korm. rendelet 	 a betétbiztosítási alapok és intézményvédelmi alapok, valamint a befektetővédelmi alap éves beszámoló készítési és könyvvezetési kötelezettségének sajátosságairól
- 13/1997. (I. 30.) Korm. rendelet 	 a közraktárak éves beszámoló készítési és könyvvezetési kötelezettségének sajátosságairól
- 14/1997. (I. 30.) Korm. rendelet 	 a doktori képzés, a doktori fokozat odaítélésének eljárási szabályairól, valamint a képzésben résztvevők egyes jogairól és kötelességeiről, az általuk fizetendő díjakról és térítésekről
- 15/1997. (I. 30.) Korm. rendelet 	 a polgári szolgálatról szóló 75/1989. (VII. 7.) MT rendelet módosításáról
- 16/1997. (I. 31.) Korm. rendelet 	 a közalkalmazottak jogállásáról szóló 1992. évi XXXIII. törvény végrehajtásáról a művészeti, a közművelődési és a közgyűjteményi területen foglalkoztatott közalkalmazottak jogviszonyával összefüggő egyes kérdések rendezéséről szóló 150/1992. (XI. 20.) Korm. rendelet módosításáról
- 17/1997. (I. 31.) Korm. rendelet 	 a közalkalmazottak jogállásáról szóló 1992. évi XXXIII. törvénynek a központi költségvetési szervként működő kutató- és kutatást kiegészítő intézeteknél és kutatókat foglalkoztató egyes intézményeknél történő végrehajtásáról rendelkező 49/1993. (III. 26.) Korm. rendelet módosításáról
- 18/1997. (II. 4.) Korm. rendelet 	 a Magyar Nemzeti Bank éves beszámoló készítési és könyvvezetési kötelezettségének sajátosságairól
- 19/1997. (II. 13.) Korm. rendelet 	 a polgári nemzetbiztonsági szolgálatok költségvetése tervezésének, pénzellátásának, előirányzat-felhasználásának, kincstári gazdálkodásának és nyilvántartásának egyes szabályairól
- 20/1997. (II. 13.) Korm. rendelet 	 a közoktatásról szóló 1993. évi LXXIX. törvény végrehajtásáról
- 21/1997. (II. 13.) Korm. rendelet 	 a közalkalmazottak jogállásáról szóló 1992. évi XXXIII. törvénynek a testnevelés és a sport területén történő végrehajtásáról szóló 89/1994. (VI. 8.) Korm. rendelet módosításáról
- 22/1997. (II. 13.) Korm. rendelet 	 a tartósan külföldön foglalkoztatott köztisztviselők, ügykezelők és fizikai alkalmazottak közszolgálati jogviszonyára vonatkozó szabályokról
- 23/1997. (II. 13.) Korm. rendelet 	 a kis- és középvállalkozások fejlesztéséhez nyújtott kamattámogatásról
- 24/1997. (II. 13.) Korm. rendelet 	 a felszámolási eljárás alatt lévő vállalkozások vagyonának megvásárlását elősegítő támogatásról szóló 48/1994. (IV. 1.) Korm. rendelet módosításáról
- 25/1997. (II. 13.) Korm. rendelet 	 a borsodi acélipar reorganizációjáért felelős kormánybiztosi tisztség megszüntetéséről
- 26/1997. (II. 13.) Korm. rendelet 	 a külügyminiszter feladat- és hatásköréről szóló 152/1994. (XI. 17.) Korm. rendelet módosításáról
- 27/1997. (II. 13.) Korm. rendelet 	 az ipari, kereskedelmi és idegenforgalmi miniszter feladat- és hatásköréről szóló 149/1994. (XI. 17.) Korm. rendelet módosításáról
- 28/1997. (II. 13.) Korm. rendelet 	 egyes természetvédelmi tárgyú rendelkezések hatályon kívül helyezéséről
- 29/1997. (II. 13.) Korm. rendelet 	 a közalkalmazottak jogállásáról szóló 1992. évi XXXIII. törvény végrehajtásáról a helyi önkormányzatok által fenntartott szolgáltató feladatokat ellátó egyes költségvetési intézményeknél tárgyú 77/1993. (V. 12.) Korm. rendelet módosításáról
- 30/1997. (II. 13.) Korm. rendelet 	 a "Professor Emeritus" címmel rendelkezők rendszeres juttatásáról szóló 53/1995. (V. 10.) Korm. rendelet módosításáról
- 31/1997. (II. 18.) Korm. rendelet 	 a vásárokról és a piacokról szóló 35/1995. (IV. 5.) Korm. rendelet módosításáról szóló 5/1997. (I. 22.) Korm. rendelet módosításáról
- 32/1997. (II. 20.) Korm. rendelet 	 a Magyar Köztársaság Kormánya és a Holland Királyság Kormánya között Budapesten, 1991. szeptember 12-én aláírt légiközlekedési megállapodás kihirdetéséről
- 33/1997. (II. 20.) Korm. rendelet 	 a természetvédelmi bírság kiszabásával kapcsolatos szabályokról
- 34/1997. (II. 26.) Korm. rendelet 	 a gazdálkodó szervezetek 1997. évi egyedi termelési támogatásáról
- 35/1997. (II. 26.) Korm. rendelet 	 a veszélyes és veszélyesnek minősített eb tartásáról és a tartás engedélyezésének szabályairól
- 36/1997. (II. 26.) Korm. rendelet 	 a családi pótlékról és a családok támogatásáról szóló 1990. évi XXV. törvény végrehajtására kiadott 68/1995. (VI. 17.) Korm. rendelet módosításáról
- 37/1997. (II. 28.) Korm. rendelet 	 a Nemzeti Gyermek és Ifjúsági Közalapítványról szóló 81/1990. (IV. 27.) MT rendelet módosításáról
- 38/1997. (III. 5.) Korm. rendelet 	 az egyes szabálysértésekről szóló 17/1968. (IV. 14.) Korm. rendelet módosításáról
- 39/1997. (III. 5.) Korm. rendelet 	 a pályakezdő munkanélküliek elhelyezkedésének elősegítéséről szóló 68/1996. (V. 15.) Korm. rendelet módosításáról
- 40/1997. (III. 5.) Korm. rendelet 	 a természetgyógyászati tevékenységről
- 41/1997. (III. 5.) Korm. rendelet 	 a betéti kamat, az értékpapírok hozama és a teljes hiteldíj mutató számításáról és közzétételéről
- 42/1997. (III. 5.) Korm. rendelet 	 az Adó- és Pénzügyi Ellenőrzési Hivatalról szóló 55/1991. (IV. 11.) Korm. rendelet módosításáról
- 43/1997. (III. 12.) Korm. rendelet 	 a Magyar Köztársaság területén működő, a nemzetközi jog alapján kiváltságot és mentességet élvező diplomáciai és konzuli képviseletek, valamint nemzetközi szervezetek objektumai őrzésének rendjéről
- 44/1997. (III. 12.) Korm. rendelet 	 a közalkalmazottak jogállásáról szóló 1992. évi XXXIII. törvénynek az ipari, kereskedelmi és idegenforgalmi ágazatban történő végrehajtásáról
- 45/1997. (III. 12.) Korm. rendelet 	 az akkreditált iskolai rendszerű felsőfokú szakképzésről
- 46/1997. (III. 12.) Korm. rendelet	 a nemzetközi kapcsolatok alapképzési szak képesítési követelményeiről
- 47/1997. (III. 12.) Korm. rendelet 	 a lakás-takarékpénztár általános szerződési feltételeiről
- 48/1997. (III. 14.) Korm. rendelet 	 egyes távközlési szolgáltatások engedélyezéséről
- 49/1997. (III. 19.) Korm. rendelet 	 az egészségügyi szolgáltatás nyújtására jogosító működési engedélyekről szóló 113/1996. (VII. 23.) Korm. rendelet módosításáról
- 50/1997. (III. 19.) Korm. rendelet 	 a biztosítási megállapodások egyes csoportjainak a versenykorlátozás tilalma alól történő mentesítéséről
- 51/1997. (III. 19.) Korm. rendelet 	 az Energia Alapítvánnyal összefüggő jegyzői feladatokról
- 52/1997. (III. 26.) Korm. rendelet 	 a Magyar Köztársaság Kormánya és a Vöröskereszt Nemzetközi Bizottsága között a Vöröskereszt Nemzetközi Bizottsága budapesti Regionális Küldöttségének jogállásáról szóló Budapesten, 1997. március 24-én aláírt Székhely-megállapodás kihirdetéséről [1]
- 53/1997. (III. 26.) Korm. rendelet 	 a kizárólagos forgalmazási megállapodások egyes csoportjainak a versenykorlátozás tilalma alól történő mentesítéséről [1]
- 54/1997. (III. 26.) Korm. rendelet 	 a kizárólagos beszerzési megállapodások egyes csoportjainak a versenykorlátozás tilalma alól történő mentesítéséről [1]
- 55/1997. (IV. 3.) Korm. rendelet 	 a Magyar Tudomány Napjáról
- 56/1997. (IV. 4.) Korm. rendelet 	 az 1997. évre vonatkozó Országos Statisztikai Adatgyűjtési Programról szóló 173/1996. (XI. 29.) Korm. rendelet, valamint a statisztikáról szóló 1993. évi XLVI. törvény végrehajtásáról intézkedő 170/1993. (XII. 3.) Korm. rendelet módosításáról
- 57/1997. (IV. 10.) Korm. rendelet 	 a köztisztviselők képesítési előírásairól szóló 9/1995. (II. 3.) Korm. rendelet módosításáról
- 58/1997. (IV. 10.) Korm. rendelet 	 a hadigondozásról szóló 1994. évi XLV. törvény végrehajtásáról szóló 113/1994. (VIII. 31.) Korm. rendelet módosításáról
- 59/1997. (IV. 18.) Korm. rendelet 	 a Magyar Köztársaság és az Osztrák Köztársaság között a betegszállító, kutató- és mentőrepülések megkönnyítéséről szóló Egyezmény kihirdetéséről
- 60/1997. (IV. 18.) Korm. rendelet 	 az óvóhelyi védelem, az egyéni védőeszköz-ellátás, a lakosság riasztása, valamint a kitelepítés és befogadás általános szabályairól
- 61/1997. (IV. 18.) Korm. rendelet 	 a Magyar Nemzeti Bank engedélyezési hatáskörébe tartozó pénzügyi és kiegészítő pénzügyi szolgáltatások végzésének egyes feltételeiről
- 62/1997. (IV. 18.) Korm. rendelet 	 a postai tevékenységről szóló 133/1993. (IX. 29.) Korm. rendelet módosításáról
- 63/1997. (IV. 18.) Korm. rendelet 	 az önkéntes ifjúsági építőtáborokról
- 64/1997. (IV. 18.) Korm. rendelet 	 a központi költségvetési szervek központosított közbeszerzéseinek részletes szabályairól szóló 125/1996. (VII. 24.) Korm. rendelet módosításáról
- 65/1997. (IV. 18.) Korm. rendelet 	 a felszámolók névjegyzékéről szóló 167/1993. (XI. 30.) Korm. rendelet módosításáról
- 66/1997. (IV. 18.) Korm. rendelet 	 a Magyar Akkreditációs Bizottság szervezetéről, működéséről és az akkreditációs eljárás alapvető szabályairól
- 67/1997. (IV. 18.) Korm. rendelet 	 a felsőoktatási szövetség megalakulásának feltételeiről és az egységes, integrált felsőoktatási intézménnyé történő átalakulás szabályairól
- 68/1997. (IV. 18.) Korm. rendelet 	 a vállalkozás keretében végzett személy- és vagyonvédelmi, valamint a magánnyomozói tevékenység átmeneti szabályairól szóló 87/1995. (VII. 14.) Korm. rendelet módosításáról
- 69/1997. (IV. 18.) Korm. rendelet 	 a Közép-Európai Szabadkereskedelmi Megállapodás 3. Számú Kiegészítő Jegyzőkönyvének kihirdetéséről
- 70/1997. (IV. 18.) Korm. rendelet 	 a társadalombiztosításról szóló 1975. évi II. törvény és az egészségügyi hozzájárulásról szóló 1996. évi LXXXVIII. törvény végrehajtásáról rendelkező egyes kormányrendeletek módosításáról
- 71/1997. (IV. 22.) Korm. rendelet 	 a Magyar-EK Társulási Tanácsnak a Magyar Köztársaság és az Európai Közösségek és azok tagállamai között társulás létesítéséről szóló Európai Megállapodás 4. Számú Jegyzőkönyvének módosítása tárgyában hozott 3/96. számú határozata kihirdetéséről
- 72/1997. (IV. 29.) Korm. rendelet 	 az egészségügy társadalombiztosítási finanszírozásának egyes kérdéseiről szóló 103/1995. (VIII. 25.) Korm. rendelet módosításáról
- 73/1997. (IV. 29.) Korm. rendelet 	 az áruk, szolgáltatások és anyagi értéket képviselő jogok kiviteléről, illetőleg behozataláról szóló 112/1990. (XII. 23.) Korm. rendelet módosításáról
- 74/1997. (IV. 29.) Korm. rendelet 	 a Központi Műszaki Fejlesztési Alapprogramról szóló 98/1996. (VII. 10.) Korm. rendelet módosításáról
- 75/1997. (V. 9.) Korm. rendelet 	 a közalkalmazottak jogállásáról szóló 1992. évi XXXIII. törvény végrehajtásáról a helyi önkormányzatok által fenntartott szolgáltató feladatokat ellátó egyes költségvetési intézményeknél tárgyú 77/1993. (V. 12.) Korm. rendelet módosításáról
- 76/1997. (V. 9.) Korm. rendelet 	 a központi költségvetési szervek központosított közbeszerzési rendszerében országosan kiemelt termékek állami normatíváiról szóló 240/1996. (XII. 27.) Korm. rendelet módosításáról
- 77/1997. (V. 9.) Korm. rendelet 	 a frekvencialekötés és -használat díjából származó 1997. évi többletbevétel megosztásáról
- 78/1997. (V. 13.) Korm. rendelet 	 a kincstári vagyon kezeléséről, értékesítéséről és az e vagyonnal kapcsolatos egyéb kötelezettségekről szóló 183/1996. (XII. 11.) Korm. rendelet módosításáról
- 79/1997. (V. 13.) Korm. rendelet 	 az Egzisztencia Hitelről és Részletfizetési Kedvezményről szóló 28/1991. (II. 21.) Korm. rendelet módosításáról
- 80/1997. (V. 14.) Korm. rendelet 	 a területi kiegyenlítést szolgáló fejlesztési célú támogatások 1997. évi felhasználásának részletes szabályairól
- 81/1997. (V. 16.) Korm. rendelet 	 a területfejlesztési célelőirányzat felhasználásának 1997. évi részletes szabályairól
- 82/1997. (V. 21.) Korm. rendelet 	 a Magyar Állami Eötvös Ösztöndíjról szóló 54/1994. (IV. 13.) Korm. rendelet módosításáról
- 83/1997. (V. 21.) Korm. rendelet 	 a mezőgazdasági őstermelői igazolványról szóló 228/1996. (XII. 26.) Korm. rendelet módosításáról
- 84/1997. (V. 21.) Korm. rendelet 	 az áruk, szolgáltatások és anyagi értéket képviselő jogok kiviteléről, illetve behozataláról szóló 112/1990. (XII. 23.) Korm. rendelet módosításáról
- 85/1997. (V. 28.) Korm. rendelet 	 egyes jogszabályok hatályon kívül helyezéséről
- 86/1997. (V. 28.) Korm. rendelet 	 a Magyar Köztársaság Kormánya és a Németországi Szövetségi Köztársaság Kormánya között Budapesten, 1989. december 18-án aláírt légiközlekedési egyezmény kihirdetéséről
- 87/1997. (V. 28.) Korm. rendelet 	 az Országos Atomenergia Bizottság feladatáról, hatásköréről, valamint az Országos Atomenergia Hivatal feladat- és hatásköréről, bírságolási jogköréről
- 88/1997. (V. 28.) Korm. rendelet 	 a külföldi kiküldetéshez kapcsolódó elismert költségekről szóló 168/1995. (XII. 27.) Korm. rendelet módosításáról
- 89/1997. (V. 28.) Korm. rendelet 	 a budapesti agglomeráció, valamint a Balaton kiemelt üdülőkörzete lehatárolásáról
- 90/1997. (V. 30.) Korm. rendelet 	 a Honvédelmi Minisztérium és a Magyar Honvédség költségvetése tervezésének, gazdálkodásának, előirányzat-felhasználásának a sajátosságoknak megfelelő szervezeti és eljárási rendjére vonatkozó szabályairól
- 91/1997. (VI. 4.) Korm. rendelet 	 a Magyar Köztársaság Kormánya és a Cseh Köztársaság Kormánya között a terrorizmus elleni harcban, a kábítószer és pszichotrop anyagok tiltott forgalma visszaszorításában és a szervezett bűnözés elleni harcban történő együttműködésről szóló Prágában, 1996. február 16. napján aláírt Megállapodás kihirdetéséről
- 92/1997. (VI. 4.) Korm. rendelet 	 a közúti gépjárművek, az egyes mezőgazdasági, erdészeti és halászati erőgépek üzemanyag- és kenőanyag-fogyasztásának igazolás nélkül elszámolható mértékéről szóló 60/1992. (IV. 1.) Korm. rendelet, továbbá a járművezető gyakorlati szakoktatók saját jármű üzemeltetésének költségtérítéséről szóló 124/1994. (IX. 5.) Korm. rendelet módosításáról
- 93/1997. (VI. 5.) Korm. rendelet 	 a Magyar Köztársaság Kormánya és az Európai Űrügynökség között Velencében, 1991. április 10-én aláírt, a világűr békés célú kutatásában és felhasználásában való együttműködésről szóló egyezmény kihirdetéséről
- 94/1997. (VI. 5.) Korm. rendelet 	 a kábítószer előállítására alkalmas növények termesztésének, forgalmazásának és felhasználásának rendjéről
- 95/1997. (VI. 5.) Korm. rendelet 	 az életüktől és szabadságuktól politikai okból jogtalanul megfosztottak kárpótlásáról szóló 1992. évi XXXII. törvény végrehajtásáról
- 96/1997. (VI. 11.) Korm. rendelet 	 az egészségügy társadalombiztosítási finanszírozásának egyes kérdéseiről szóló 103/1995. (VIII. 25.) Korm. rendelet módosításáról
- 97/1997. (VI. 11.) Korm. rendelet 	 a környezeti hatásvizsgálat elvégzéséhez kötött tevékenységek köréről és az ezzel kapcsolatos hatósági eljárás részletes szabályairól szóló 152/1995. (XII. 12.) Korm. rendelet módosításáról
- 98/1997. (VI. 11.) Korm. rendelet 	 a gazdálkodó szervezetek 1997. évi egyedi termelési támogatásáról szóló 34/1997. (II. 26.) Korm. rendelet módosításáról
- 99/1997. (VI. 11.) Korm. rendelet 	 a nehéz tehergépkocsik közlekedésének korlátozásáról szóló 111/1995. (IX. 21.) Korm. rendelet módosításáról
- 100/1997. (VI. 13.) Korm. rendelet 	 az érettségi vizsga vizsgaszabályzatának kiadásáról
- 101/1997. (VI. 13.) Korm. rendelet 	 a külföldi magyar kulturális intézetekről
- 102/1997. (VI. 13.) Korm. rendelet 	 a Miniszterelnökség fejezetnél tervezett, informatikai és távközlési beruházási célprogramok előirányzatainak átcsoportosításáról
- 103/1997. (VI. 13.) Korm. rendelet 	 az életüktől és szabadságuktól politikai okból jogtalanul megfosztottak kárpótlásáról szóló 1992. évi XXXII. törvényt módosító 1997. évi XXIX. törvény végrehajtásáról
- 104/1997. (VI. 18.) Korm. rendelet 	 a közúti közlekedés szabályairól szóló 1/1975. (II. 5.) KPM-BM együttes rendelet módosításáról
- 105/1997. (VI. 18.) Korm. rendelet 	 az 1997. évi területfejlesztési célelőirányzat és a területi kiegyenlítést szolgáló fejlesztési célú támogatás megyék közötti felosztásáról
- 106/1997. (VI. 18.) Korm. rendelet 	 a területfejlesztés kedvezményezett területeinek jegyzékéről
- 107/1997. (VI. 18.) Korm. rendelet 	 az áruk, szolgáltatások és anyagi értéket képviselő jogok kiviteléről, illetve behozataláról szóló 112/1990. (XII. 23.) Korm. rendelet módosításáról
- 108/1997. (VI. 25.) Korm. rendelet 	 az Országos Atomenergia Hivatal eljárásáról a nukleáris biztonsággal összefüggő hatósági ügyekben
- 109/1997. (VI. 25.) Korm. rendelet 	 az önkéntes kölcsönös egészségpénztárak egészségügyi intézményeinek működési és üzemeltetési szabályairól
- 110/1997. (VI. 25.) Korm. rendelet 	 a magánszálláshelyek idegenforgalmi célú hasznosításáról
- 111/1997. (VI. 27.) Korm. rendelet 	 a tanári képesítés követelményeiről
- 112/1997. (VI. 27.) Korm. rendelet 	 a területfejlesztéssel és területrendezéssel kapcsolatos információs rendszerről és a kötelező adatközlés rendjéről
- 113/1997. (VI. 28.) Korm. rendelet 	 az EFTA-Magyar Szabadkereskedelmi Megállapodás B) Jegyzőkönyvének kihirdetéséről
- 114/1997. (VII. 1.) Korm. rendelet 	 a felszámolás és a végelszámolás időszaka alatti számviteli feladatokról
- 115/1997. (VII. 1.) Korm. rendelet 	 a statisztikai szakképesítések szakmai követelményeiről szóló 77/1996. (V. 30.) Korm. rendelet módosításáról
- 116/1997. (VII. 8.) Korm. rendelet 	 a vámjogról, a vámeljárásról, valamint a vámigazgatásról szóló 1995. évi C. törvény végrehajtásáról rendelkező 45/1996. (III. 25.) Korm. rendelet módosításáról
- 117/1997. (VII. 8.) Korm. rendelet 	 a Közmunkatanácsról és a közmunkaprogramok támogatási rendjéről
- 118/1997. (VII. 11.) Korm. rendelet 	 a külföldiek ingatlanszerzéséről szóló 7/1996. (I. 18.) Korm. rendelet módosításáról
- 119/1997. (VII. 15.) Korm. rendelet 	 a tengerészek képzéséről, képesítéséről és az őrszolgálat ellátásáról szóló 1978/1995. évi nemzetközi egyezmény kihirdetéséről
- 120/1997. (VII. 17.) Korm. rendelet 	 a Magyar Köztársaság Kormánya és Izrael Állam Kormánya között a műszaki együttműködésről szóló Megállapodás kihirdetéséről
- 121/1997. (VII. 17.) Korm. rendelet 	 a nukleáris export és import engedélyezéséről
- 122/1997. (VII. 17.) Korm. rendelet 	 a készülék üzemben tartási díj beszedésének részletes szabályairól
- 123/1997. (VII. 18.) Korm. rendelet 	 a vízbázisok, a távlati vízbázisok, valamint az ivóvízellátást szolgáló vízilétesítmények védelméről
- 124/1997. (VII. 18.) Korm. rendelet 	 az atomenergiáról szóló 1996. évi CXVI. törvény hatálya alá nem tartozó radioaktív anyagok, valamint ionizáló sugárzást létrehozó berendezések köréről
- 125/1997. (VII. 23.) Korm. rendelet 	 az igazságügyminiszter feladat- és hatásköréről szóló 41/1990. (IX. 15.) Korm. rendelet módosításáról
- 126/1997. (VII. 24.) Korm. rendelet 	 a Magyar Köztársaság Kormánya és az Egyesült Királyság Kormánya között 1997. január 15. napján létrejött, az Európai Kiadatási Egyezmény területi hatályának brit fennhatóság alá tartozó területekre való kiterjesztéséről szóló egyezmény kihirdetéséről
- 127/1997. (VII. 24.) Korm. rendelet 	 a Magyar Köztársaság Pénzügyminisztériuma és az Osztrák Köztársaság Szövetségi Pénzügyminisztériuma között az 1995. november 24-én, illetve az 1997. július 2-án aláírt Jegyzőkönyvekkel módosított, a Magyar Népköztársaság Pénzügyminisztériuma és az Osztrák Köztársaság Szövetségi Pénzügyminisztériuma között 1961. január 17-én aláírt, a határon átmenő közúti áruforgalommal kapcsolatos illetékeljárásról szóló Megállapodásnak a módosításokkal egységes szerkezetben történő kihirdetéséről
- 128/1997. (VII. 24.) Korm. rendelet 	 a szellemi tulajdonjogok megsértésével szemben a vámigazgatási eljárásban alkalmazható intézkedésekről
- 129/1997. (VII. 24.) Korm. rendelet 	 a nyugdíjas bányászok szénjárandóságának pénzbeli megváltásáról szóló 145/1992. (XI. 4.) Korm. rendelet módosításáról
- 130/1997. (VII. 24.) Korm. rendelet 	 az agrárgazdasági célok 1997. évi költségvetési támogatási rendjéről szóló 220/1996. (XII. 24.) Korm. rendelet módosításáról
- 131/1997. (VII. 24.) Korm. rendelet 	 az állami vezetői juttatások jogosultsági feltételeiről
- 132/1997. (VII. 24.) Korm. rendelet 	 a vízminőségi kárelhárítással összefüggő feladatokról
- 133/1997. (VII. 29.) Korm. rendelet 	 a személyes gondoskodást nyújtó gyermekjóléti alapellátások és gyermekvédelmi szakellátások térítési díjáról és az igénylésükhöz felhasználható bizonyítékokról
- 134/1997. (VII. 29.) Korm. rendelet 	 a lakáscélú támogatásokról szóló 106/1988. (XII. 26.) MT rendelet módosításáról
- 135/1997. (VII. 29.) Korm. rendelet 	 a haditechnikai eszközök és szolgáltatások kiviteléről, behozataláról, illetve reexportjáról szóló 48/1991. (III. 27.) Korm. rendelet módosításáról
- 136/1997. (VII. 29.) Korm. rendelet 	 az üzletek működéséről és a belkereskedelmi tevékenység folytatásának feltételeiről szóló 4/1997. (I. 22.) Korm. rendelet módosításáról
- 137/1997. (VII. 29.) Korm. rendelet 	 az állami felsőoktatási intézmények karainak felsorolásáról szóló 25/1995. (III. 8.) Korm. rendelet módosításáról
- 138/1997. (VII. 29.) Korm. rendelet 	 a Miniszterelnöki Hivatalról szóló 125/1994. (IX. 15.) Korm. rendelet módosításáról
- 139/1997. (VIII. 1.) Korm. rendelet 	 a Magyar Köztársaság Kormánya és Nagy-Britannia és Észak-Írország Egyesült Királysága Kormánya között a Pető Intézet Villányi út 67. szám alatti épületének kibővítéséről és felújításáról szóló Megállapodás kihirdetéséről
- 140/1997. (VIII. 6.) Korm. rendelet 	 a Magyar Köztársaság Kormánya és a Kazahsztáni Köztársaság Kormánya között a szervezett bűnözés, a kábítószerek és pszichotróp anyagok illegális forgalmazása, a terrorizmus elleni harc területén történő együttműködésről szóló, Budapesten, 1996. október 7-én aláírt Megállapodás kihirdetéséről
- 141/1997. (VIII. 29.) Korm. rendelet 	 a gazdálkodó szervezetek 1997. évi egyedi termelési támogatásáról szóló 34/1997. (II. 26.) Korm. rendelet módosításáról
- 142/1997. (VIII. 29.) Korm. rendelet 	 a Magyar Köztársaság és az Európai Közösségek és azok tagállamai közötti Társulási Tanácsnak a Magyarországnak a szakképzés, ifjúságügy és oktatás területén megvalósuló közösségi programokban történő részvétele módozatainak és feltételeinek elfogadása tárgyában hozott 1/97. számú határozata kihirdetéséről
- 143/1997. (IX. 3.) Korm. rendelet 	 a veszélyes anyagokkal és a veszélyes készítményekkel kapcsolatos eljárás szabályairól szóló 233/1996. (XII. 26.) Korm. rendelet módosításáról
- 144/1997. (IX. 5.) Korm. rendelet 	 a Magyar Köztársaság Kormánya és a Nemzetközi Migrációs Szervezet (IOM) között a szervezet magyarországi jogállásáról, kiváltságairól és mentességeiről szóló, 1992. április 7-én, Budapesten aláírt Megállapodás kihirdetéséről szóló 44/1993. (III. 12.) Korm. rendelet módosításáról
- 145/1997. (IX. 5.) Korm. rendelet 	 a korengedményes nyugdíjazásról szóló 181/1996. (XII. 6.) Korm. rendelet módosításáról
- 146/1997. (IX. 5.) Korm. rendelet 	 az állami felsőoktatási intézmények karainak felsorolásáról szóló 25/1995. (III. 8.) Korm. rendelet módosításáról
- 147/1997. (IX. 10.) Korm. rendelet 	 a Magyar Köztársaság Kormánya és a Cseh Köztársaság Kormánya között a vízumkötelezettség kölcsönös megszüntetéséről szóló, Prágában, 1996. november 11. napján aláírt Megállapodás kihirdetéséről
- 148/1997. (IX. 10.) Korm. rendelet 	 a Magyar Népköztársaság Kormánya és az Osztrák Szövetségi Kormány között a vízumkényszer megszüntetéséről Bécsben, 1978. július 5. napján aláírt Egyezmény és az Egyezmény módosításáról szóló, Bécsben, 1997. április 17-én aláírt Megállapodás egységes szerkezetben történő kihirdetéséről
- 149/1997. (IX. 10.) Korm. rendelet 	 a gyámhatóságokról, valamint a gyermekvédelmi és gyámügyi eljárásról
- 150/1997. (IX. 10.) Korm. rendelet 	 a nevelőszülői, a hivatásos nevelőszülői és a helyettes szülői jogviszony egyes kérdéseiről
- 151/1997. (IX. 16.) Korm. rendelet 	 a Magyar Köztársaság Kormánya és Románia Kormánya között a szervezett bűnözés, a terrorizmus és a kábítószer tiltott forgalma elleni harcban történő együttműködésről szóló, Budapesten, 1997. február 19-én aláírt Egyezmény kihirdetéséről
- 152/1997. (IX. 16.) Korm. rendelet 	 a Magyar Köztársaság Kormánya és Izrael Állam Kormánya között a kábítószerek és pszichotróp anyagok illegális kereskedelme és azokkal való visszaélés, a terrorizmus és más súlyos bűncselekmények elleni küzdelemben való együttműködésről szóló, Budapesten, 1997. április 9-én aláírt Megállapodás kihirdetéséről
- 153/1997. (IX. 16.) Korm. rendelet 	 a fegyveres szervek hivatásos állományú tagjainak szolgálati viszonyáról szóló 1996. évi XLIII. törvény végrehajtásáról rendelkező 140/1996. (VIII. 31.) Korm. rendelet módosításáról
- 154/1997. (IX. 19.) Korm. rendelet 	 a Magyar Köztársaság Kormánya és Svájc Szövetségi Tanácsa között a vízumkényszer megszüntetéséről szóló, 1990. augusztus 7-én aláírt Megállapodás módosítására vonatkozó Megállapodás kihirdetéséről
- 155/1997. (IX. 19.) Korm. rendelet 	 az Országos Nyugdíjbiztosítási Főigazgatóság és az Országos Egészségbiztosítási Pénztár, valamint igazgatási szerveik létrehozásáról és az ezzel összefüggő egyéb intézkedésekről szóló 91/1993. (VI. 9.) Korm. rendelet módosításáról
- 156/1997. (IX. 19.) Korm. rendelet 	 a posztdoktorként való foglalkoztatásról és a Bolyai János Kutatási Ösztöndíjról
- 157/1997. (IX. 26.) Korm. rendelet 	 az építészeti-műszaki tervezési jogosultság általános szabályairól
- 158/1997. (IX. 26.) Korm. rendelet 	 az építési műszaki ellenőri tevékenységről
- 159/1997. (IX. 26.) Korm. rendelet 	 az épített környezet alakításával és védelmével kapcsolatos műszaki szakértői tevékenység gyakorlásának általános szabályairól
- 160/1997. (IX. 26.) Korm. rendelet 	 a főiskolai és az egyetemi szintű egészségtan-tanár szakok képesítési követelményeiről
- 161/1997. (IX. 30.) Korm. rendelet 	 a Magyar Köztársaság Kormánya és a Mexikói Egyesült Államok Kormánya között a két állam állampolgárainak magánútleveleire vonatkozó vízumkényszer eltörléséről szóló, 1997. április 14-én jegyzékváltással létrejött Megállapodás kihirdetéséről
- 162/1997. (IX. 30.) Korm. rendelet 	 a Magyar Köztársaság Kormánya és Japán Kormánya között a vízumkényszer megszüntetésére vonatkozó Megállapodás kihirdetéséről
- 163/1997. (IX. 30.) Korm. rendelet 	 a hágai Nemzetközi Bíróság Dunával kapcsolatos döntéséből adódó kormányzati feladatok koordinációjáról
- 164/1997. (IX. 30.) Korm. rendelet 	 a Fogyatékos Gyermekek, Tanulók Felzárkóztatásáért Országos Közalapítvány létrehozásáról
- 165/1997. (X. 3.) Korm. rendelet 	 a Magyar Köztársaság Kormánya és az Osztrák Köztársaság Kormánya között a nemzetközi terrorizmus, a nemzetközi illegális kábítószer-kereskedelem és a nemzetközi szervezett bűnözés elleni harcban történő együttműködésről szóló, Nickelsdorfban, 1996. július 12-én aláírt Megállapodás kihirdetéséről
- 166/1997. (X. 3.) Korm. rendelet 	 a természettudományos felsőoktatás alapképzési szakjainak képesítési követelményeiről
- 167/1997. (X. 3.) Korm. rendelet 	 a központi közigazgatási szervek és állami költségvetési szervek illetménykifizetéséről
- 168/1997. (X. 6.) Korm. rendelet 	 a társadalombiztosítási nyugellátásról szóló 1997. évi LXXXI. törvény végrehajtásáról
- 169/1997. (X. 6.) Korm. rendelet 	 a Pénztárak Garancia Alapjának szervezeti és működési szabályairól
- 170/1997. (X. 6.) Korm. rendelet 	 a magánnyugdíjpénztárak tevékenységéhez kapcsolódó biztosításmatematikai és pénzügyi tervezési szabályokról, valamint a szolgáltatási szabályzatra és a tartalékok kezelésére vonatkozó előírásokról
- 171/1997. (X. 6.) Korm. rendelet 	 a magánnyugdíjpénztárak befektetési és gazdálkodási tevékenységéről
- 172/1997. (X. 6.) Korm. rendelet 	 a pénztárak központi nyilvántartásával összefüggő egyes feladatokról, a pénztáraknak, valamint a foglalkoztatóknak a pénztártagokra vonatkozó adatszolgáltatási kötelezettségéről
- 173/1997. (X. 6.) Korm. rendelet 	 a magánnyugdíjpénztárak beszámoló készítésének és könyvvezetésének sajátosságairól
- 174/1997. (X. 6.) Korm. rendelet 	 a Pénztárak Garancia Alapja éves beszámoló készítésének és könyvvezetésének sajátosságairól
- 175/1997. (X. 6.) Korm. rendelet 	 a munkabér kifizetésének elmaradása miatti foglalkoztatási válsághelyzet esetén a Munkaerőpiaci Alap foglalkoztatási alaprészéből nyújtható támogatásról
- 176/1997. (X. 11.) Korm. rendelet 	 a repülőterek környezetében létesítendő zajgátló védőövezetek kijelölésének, hasznosításának és megszüntetésének szabályairól
- 177/1997. (X. 11.) Korm. rendelet 	 a Magyar Köztársaság Kormánya és az Olasz Köztársaság Kormánya között a közúti járművek vezetői engedélyeinek kölcsönös elismeréséről szóló, Budapesten, 1996. július 17. napján aláírt Megállapodás jegyzékváltás útján történő módosításának kihirdetéséről
- 178/1997. (X. 11.) Korm. rendelet 	 a Magyar Köztársaság Kormánya és a Spanyol Királyság Kormánya között a két állam állampolgárainak egymás országaiba történő vízummentes utazásáról szóló, Madridban, 1990. július 12-én levélváltással létrejött Megállapodás, valamint az annak módosítása tárgyában 1996. november 28-án jegyzékváltás útján létrejött Megállapodás kihirdetéséről
- 179/1997. (X. 11.) Korm. rendelet 	 a külügyminiszter feladat- és hatásköréről szóló 152/1994. (XI. 17.) Korm. rendelet módosításáról
- 180/1997. (X. 11.) Korm. rendelet 	 a Miniszterelnöki Hivatalról szóló 125/1994. (IX. 15.) Korm. rendelet módosításáról
- 181/1997. (X. 17.) Korm. rendelet 	 a Magyar Köztársaság Kormánya és az Orosz Föderáció Kormánya között a bűnözés, különösen a szervezett bűnözés elleni harcban történő együttműködésről szóló, Moszkvában, 1997. április 7-én aláírt Megállapodás kihirdetéséről
- 182/1997. (X. 17.) Korm. rendelet 	 a műszaki termékek megfelelőségét vizsgáló, ellenőrző és tanúsító szervezetek kijelöléséről
- 183/1997. (X. 17.) Korm. rendelet a Magyarság Hírnevéért Díjról
- 184/1997. (X. 28.) Korm. rendelet 	 az ideiglenes határátkelőhelyek megnyitásának szabályairól, a határátkelőhely területére nem határátlépés céljából történő belépés, tartózkodás, távozás rendjéről, valamint a határterülethez tartozó településekről
- 185/1997. (X. 31.) Korm. rendelet 	 a Magyar Köztársaság Kormánya és a Szlovén Köztársaság Kormánya között sugaras veszélyhelyzet esetén adandó gyors értesítésről Budapesten, 1995. július 11-én aláírt egyezmény kihirdetéséről
- 186/1997. (X. 31.) Korm. rendelet 	 a gyermeknevelési támogatás megállapításának szabályairól, valamint a szociális ellátások igényléséhez felhasználható bizonyítékokról szóló 32/1993. (II. 17.) Korm. rendelet módosításáról
- 187/1997. (X. 31.) Korm. rendelet 	 a nyugellátások és baleseti nyugellátások, valamint a nyugdíjszerű rendszeres szociális ellátások emeléséről
- 188/1997. (X. 31.) Korm. rendelet 	 az egyes pénzbeli szociális ellátások folyósításának és elszámolásának szabályairól szóló 30/1993. (II. 17.) Korm. rendelet módosításáról
- 189/1997. (X. 31.) Korm. rendelet 	 a vállalkozási övezetek létrehozásának és működésének szabályairól szóló 189/1996. (XII. 17.) Korm. rendelet, valamint a Záhony és Térsége Vállalkozási Övezet kijelöléséről szóló 195/1996. (XII. 19.) Korm. rendelet módosításáról
- 190/1997. (X. 31.) Korm. rendelet 	 a gépjármű üzembentartójának kötelező felelősségbiztosításáról szóló 58/1991. (IV. 13.) Korm. rendelet módosításáról
- 191/1997. (XI. 4.) Korm. rendelet 	 a Nemzetközi Távközlési Egyesület 1992. évi genfi Meghatalmazottak Rendkívüli Értekezletén aláírt záróokmányok kihirdetéséről
- 192/1997. (XI. 4.) Korm. rendelet 	 a külföldiek magyarországi és a magyarok külföldi felsőfokú tanulmányainak egyes kérdéseiről
- 193/1997. (XI. 4.) Korm. rendelet 	 a Közmunkatanácsról és a közmunkaprogramok támogatási rendjéről szóló 117/1997. (VII. 8.) Korm. rendelet módosításáról
- 194/1997. (XI. 4.) Korm. rendelet 	 az 1998. évre szóló Országos Statisztikai Adatgyűjtési Programról
- 195/1997. (XI. 5.) Korm. rendelet 	 a társadalombiztosítás ellátásaira és a magánnyugdíjra jogosultakról, valamint e szolgáltatások fedezetéről szóló 1997. évi LXXX. törvény végrehajtásáról
- 196/1997. (XI. 12.) Korm. rendelet 	 a mérésügyről szóló törvény végrehajtásáról rendelkező 127/1991. (X. 9.) Korm. rendelet módosításáról
- 197/1997. (XI. 12.) Korm. rendelet 	 a habilitációs eljárás általános szabályairól szóló 176/1993. (XII. 17.) Korm. rendelet módosításáról
- 198/1997. (XI. 14.) Korm. rendelet 	 a Magyar Köztársaság Kormánya és Románia Kormánya között Bukarestben, 1995. szeptember 12-én aláírt légiközlekedési megállapodás kihirdetéséről
- 199/1997. (XI. 14.) Korm. rendelet 	 az egészségügyről szóló 1972. évi II. törvény végrehajtásáról rendelkező 16/1972. (IV. 29.) MT rendelet módosításáról
- 200/1997. (XI. 14.) Korm. rendelet 	 a honvédelemről szóló 1993. évi CX. törvény végrehajtására kiadott 178/1993. (XII. 27.) Korm. rendelet módosításáról
- 201/1997. (XI. 19.) Korm. rendelet 	 a kizárólagos állami tulajdonban lévő víziközmű vagyon használatba adásáról
- 202/1997. (XI. 19.) Korm. rendelet 	 a munkaügyi miniszter feladat- és hatásköréről
- 203/1997. (XI. 19.) Korm. rendelet 	 a védett személyek és a kijelölt létesítmények védelméről szóló 160/1996. (XI. 5.) Korm. rendelet módosításáról
- 204/1997. (XI. 19.) Korm. rendelet 	 a Frekvenciasávok Nemzeti Felosztási Táblázatának megállapításáról
- 205/1997. (XI. 21.) Korm. rendelet 	 a Magyar Köztársaság Kormánya és a Lengyel Köztársaság Kormánya között a vámügyekben történő kölcsönös segítségnyújtásról szóló Egyezmény kihirdetéséről
- 206/1997. (XI. 26.) Korm. rendelet 	 a Magyar Köztársaság Kormánya és a Norvég Királyság Kormánya között a vámügyekben történő kölcsönös segítségnyújtásról szóló Egyezmény kihirdetéséről
- 207/1997. (XI. 26.) Korm. rendelet 	 a területfejlesztési célelőirányzat felhasználásának 1997. évi részletes szabályairól szóló 81/1997. (V. 16.) Korm. rendelet módosításáról
- 208/1997. (XI. 26.) Korm. rendelet 	 a személyes gondoskodást nyújtó szociális intézmény működésének engedélyezéséről szóló 161/1996. (XI. 7.) Korm. rendelet módosításáról
- 209/1997. (XI. 26.) Korm. rendelet 	 a területi kiegyenlítést szolgáló fejlesztési célú támogatások 1997. évi felhasználásának részletes szabályairól szóló 80/1997. (V. 14.) Korm. rendelet módosításáról
- 210/1997. (XI. 26.) Korm. rendelet 	 a közoktatásról szóló 1993. évi LXXIX. törvény végrehajtásáról tárgyú 20/1997. (II. 13.) Korm. rendelet módosításáról
- 211/1997. (XI. 26.) Korm. rendelet 	 a környezetvédelmi felügyelőségek, valamint a nemzeti park igazgatóságok feladat- és hatásköréről, továbbá a Környezet- és Természetvédelmi Főfelügyelőségről
- 212/1997. (XII. 1.) Korm. rendelet 	 a Magyar Köztársaság Kormánya és a Szlovák Köztársaság Kormánya között katasztrófák esetén történő együttműködésről és kölcsönös segítségnyújtásról szóló Egyezmény kihirdetéséről
- 213/1997. (XII. 1.) Korm. rendelet 	 a nukleáris létesítmény és a radioaktív hulladék tároló biztonsági övezetéről
- 214/1997. (XII. 1.) Korm. rendelet 	 a súlyos mozgáskorlátozott személyek közlekedési kedvezményeiről szóló 164/1995. (XII. 27.) Korm. rendelet módosításáról
- 215/1997. (XII. 1.) Korm. rendelet 	 a társadalmi-gazdasági és infrastrukturális szempontból elmaradott, illetve az országos átlagot jelentősen meghaladó munkanélküliséggel sújtott települések jegyzékéről szóló 219/1996. (XII. 24.) Korm. rendelet módosításáról
- 216/1997. (XII. 1.) Korm. rendelet 	 a mezőgazdaságban felhasznált gázolaj utáni jövedékiadó-visszatérítés feltételeiről és szabályairól
- 217/1997. (XII. 1.) Korm. rendelet 	 a kötelező egészségbiztosítás ellátásairól szóló 1997. évi LXXXIII. törvény végrehajtásáról
- 218/1997. (XII. 5.) Korm. rendelet 	 a Magyar Köztársaság Kormánya és az Orosz Föderáció Kormánya között a katasztrófahelyzetek megelőzése és felszámolása területén történő együttműködésről szóló, Moszkvában, 1997. április 26-án aláírt Egyezmény kihirdetéséről
- 219/1997. (XII. 5.) Korm. rendelet 	 a felsőoktatási szövetség megalakulásának feltételeiről és az egységes, integrált felsőoktatási intézménnyé történő átalakulás szabályairól szóló 67/1997. (IV. 18.) Korm. rendelet módosításáról
- 220/1997. (XII. 5.) Korm. rendelet 	 a kiemelt építésügyi igazgatási ügyekben eljáró hatóságok illetékességi területéről, a kijelölési eljárásról, valamint a szakmai feltételekről
- 221/1997. (XII. 8.) Korm. rendelet 	 az áruk, szolgáltatások és anyagi értéket képviselő jogok kiviteléről, illetőleg behozataláról szóló 112/1990. (XII. 23.) Korm. rendelet módosításáról
- 222/1997. (XII. 8.) Korm. rendelet 	 a környezetvédelmi és területfejlesztési miniszter feladat- és hatásköréről szóló 43/1990. (IX. 15.) Korm. rendelet módosításáról
- 223/1997. (XII. 8.) Korm. rendelet 	 a kötelező legkisebb munkabér (minimálbér) megállapításáról
- 224/1997. (XII. 8.) Korm. rendelet 	 az ideiglenes műemléki védelem megszűnésével kapcsolatos kártalanításról
- 225/1997. (XII. 8.) Korm. rendelet 	 a költségvetés alapján gazdálkodó szervek beszámolási és könyvvezetési kötelezettségéről szóló 54/1996. (IV. 12.) Korm. rendelet módosításáról
- 226/1997. (XII. 10.) Korm. rendelet 	 a vámjogról, a vámeljárásról, valamint a vámigazgatásról szóló 1995. évi C. törvény végrehajtásáról rendelkező 45/1996. (III. 25.) Korm. rendelet módosításáról
- 227/1997. (XII. 10.) Korm. rendelet 	 az atomkárfelelősségre vonatkozó biztosítási vagy más pénzügyi fedezet jellegéről, feltételeiről és összegéről
- 228/1997. (XII. 12.) Korm. rendelet 	 a Magyar Köztársaság Művészeti Alapjának megszüntetéséről és a Magyar Alkotóművészeti Alapítvány létesítéséről szóló 117/1992. (VII. 29.) Korm. rendelet módosításáról
- 229/1997. (XII. 12.) Korm. rendelet 	 a műemlékvédelmi bírság megállapításának szempontjából az egyes műemlékek kategóriába sorolásáról és a bírság mértékéről
- 230/1997. (XII. 12.) Korm. rendelet 	 az egyes sajátos műemlékfajták védelmére vonatkozó részletes szabályokról
- 231/1997. (XII. 12.) Korm. rendelet 	 az egységes közlekedési hatósági szervezet feladat- és hatásköréről
- 232/1997. (XII. 12.) Korm. rendelet 	 az egységes hírközlési hatóságról, valamint egyes hírközlést érintő jogszabályok módosításáról
- 233/1997. (XII. 17.) Korm. rendelet 	 a Magyar Köztársaság Kormánya és Grúzia Kormánya között a diplomata- és szolgálati útlevéllel rendelkező állampolgáraik kölcsönös vízummentességéről szóló Megállapodás kihirdetéséről
- 234/1997. (XII. 17.) Korm. rendelet 	 a Miniszterelnökség Közbeszerzési és Gazdasági Igazgatóságáról szóló 179/1996. (XII. 6.) Korm. rendelet módosításáról
- 235/1997. (XII. 17.) Korm. rendelet 	 a gyámhatóságok, a területi gyermekvédelmi szakszolgálatok, a gyermekjóléti szolgálatok és a személyes gondoskodást nyújtó szervek és személyek által kezelt személyes adatokról
- 236/1997. (XII. 18.) Korm. rendelet 	 a külföldön nyilvántartásba vett adóalany számára adható általános forgalmiadó-visszatérítésről szóló 2/1993. (I. 13.) Korm. rendelet módosításáról
- 237/1997. (XII. 18.) Korm. rendelet 	 a diplomáciai és konzuli képviseletek és azok tagjai, valamint az ezekkel egy tekintet alá eső nemzetközi szervezetek és azok tagjai számára adható általános forgalmiadó- és jövedékiadó-visszatérítésről
- 238/1997. (XII. 18.) Korm. rendelet 	 a külföldi utas számára adható általános forgalmiadó-visszatérítésről szóló 4/1993. (I. 13.) Korm. rendelet módosításáról
- 239/1997. (XII. 18.) Korm. rendelet 	 a szerzői és a szomszédos jogok közös kezeléséről szóló 146/1996. (IX. 19.) Korm. rendelet módosításáról
- 240/1997. (XII. 18.) Korm. rendelet 	 a radioaktív hulladékok és a kiégett üzemanyag elhelyezésére, valamint a nukleáris létesítmények leszerelésére kijelölt szerv létrehozásáról és tevékenységének pénzügyi forrásáról
- 241/1997. (XII. 19.) Korm. rendelet 	 az építésügy körébe tartozó tevékenységek ellátásához szükséges hatósági nyilvántartások létesítésének és működésének feltételeiről
- 242/1997. (XII. 20.) Korm. rendelet 	 a devizáról szóló 1995. évi XCV. törvény végrehajtásáról rendelkező 161/1995. (XII. 26.) Korm. rendelet módosításáról
- 243/1997. (XII. 20.) Korm. rendelet 	 a távközlési előfizetői szerződésekről
- 244/1997. (XII. 20.) Korm. rendelet 	 a veszélyes hulladékokról szóló 102/1996. (VII. 12.) Korm. rendelet módosításáról
- 245/1997. (XII. 20.) Korm. rendelet 	 a földművelésügyi miniszter feladat- és hatásköréről szóló 40/1990. (IX. 15.) Korm. rendelet módosításáról
- 246/1997. (XII. 20.) Korm. rendelet 	 a franchise-megállapodások egyes csoportjainak a versenykorlátozás tilalma alól történő mentesítéséről
- 247/1997. (XII. 20.) Korm. rendelet 	 a gépjármű-forgalmazási és szerviz-megállapodások egyes csoportjainak a versenykorlátozás tilalma alól történő mentesítéséről
- 248/1997. (XII. 20.) Korm. rendelet 	 az Országos Nukleárisbaleset-elhárítási Rendszerről
- 249/1997. (XII. 20.) Korm. rendelet 	 a gazdálkodó szervezetek 1998. évi egyedi termelési támogatásáról
- 250/1997. (XII. 20.) Korm. rendelet 	 az adómentes természetbeni juttatásnak minősülő, fogyasztói árkiegészítést nem tartalmazó közlekedési és postai kedvezményekről szóló 179/1994. (XII. 28.) Korm. rendelet módosításáról
- 251/1997. (XII. 20.) Korm. rendelet 	 a korengedményes nyugdíjazásról szóló 181/1996. (XII. 6.) Korm. rendelet módosításáról
- 252/1997. (XII. 20.) Korm. rendelet 	 a mezőgazdasági őstermelői igazolványról szóló 228/1996. (XII. 26.) Korm. rendelet módosításáról
- 253/1997. (XII. 20.) Korm. rendelet 	 az országos településrendezési és építési követelményekről
- 254/1997. (XII. 21.) Korm. rendelet 	 a költségvetési szervek tervezésének, gazdálkodásának, beszámolásának rendszeréről szóló 156/1995. (XII. 26.) Korm. rendelet módosításáról
- 255/1997. (XII. 21.) Korm. rendelet 	 az államháztartás pénzügyi információs rendszeréről, az államháztartás alrendszereinek tervezési, beszámolási és adatszolgáltatási kötelezettségéről, valamint a központi költségvetés végrehajtásával kapcsolatos egyes kérdésekről szóló 158/1995. (XII. 26.) Korm. rendelet módosításáról
- 256/1997. (XII. 21.) Korm. rendelet 	 az államháztartás alrendszereinek bankszámla-vezetési, pénzellátási, előirányzat-felhasználási, költségvetési befizetési és letéti kezelési, valamint kötelezettségvállalás bejelentési rendjéről szóló 211/1996. (XII. 23.) Korm. rendelet módosításáról
- 257/1997. (XII. 21.) Korm. rendelet 	 a Magyar Államkincstár könyvvezetési és beszámolási kötelezettségéről
- 258/1997. (XII. 21.) Korm. rendelet 	 a Magyar Nemzeti Bank éves beszámoló készítési és könyvvezetési kötelezettségének sajátosságairól szóló 18/1997. (II. 4.) Korm. rendelet módosításáról
- 259/1997. (XII. 21.) Korm. rendelet 	 a befektetési vállalkozások éves beszámoló készítési és könyvvezetési kötelezettségének sajátosságairól szóló 197/1996. (XII. 22.) Korm. rendelet módosításáról
- 260/1997. (XII. 21.) Korm. rendelet 	 a biztosítók éves beszámoló készítési és könyvvezetési kötelezettségének sajátosságairól
- 261/1997. (XII. 21.) Korm. rendelet 	 a központi beruházások költségvetési előirányzatainak megtervezéséről és az ezek felhasználásával megvalósuló beruházási kiadások finanszírozásának rendjéről szóló 157/1995. (XII. 26.) Korm. rendelet módosításáról
- 262/1997. (XII. 21.) Korm. rendelet 	 a programfinanszírozás körébe vont fejezeti kezelésű előirányzatok megtervezéséről, az ezek felhasználásával megvalósuló kiadások finanszírozásának rendjéről szóló 208/1996. (XII. 23.) Korm. rendelet módosításáról
- 263/1997. (XII. 21.) Korm. rendelet 	 a fejezeti kezelésű előirányzatok és az elkülönített állami pénzalapok egymáshoz kapcsolódó célú, rendeltetésű előirányzatainak összehangolt felhasználásának szabályairól
- 264/1997. (XII. 21.) Korm. rendelet 	 a központosított közbeszerzési eljárás körébe tartozó, népjóléti fejezeti szinten kiemelt termékek állami normatíváiról
- 265/1997. (XII. 21.) Korm. rendelet 	 a dematerializált értékpapír előállításának és továbbításának módjáról és biztonsági szabályairól, valamint az értékpapír-számla, központi értékpapír-számla és az ügyfélszámla megnyitásának és vezetésének szabályairól
- 266/1997. (XII. 21.) Korm. rendelet 	 az állami felsőoktatási intézmények karainak felsorolásáról szóló 25/1995. (III. 8.) Korm. rendelet módosításáról
- 267/1997. (XII. 22.) Korm. rendelet 	 az önkéntes kölcsönös nyugdíjpénztárak befektetési és gazdálkodási szabályairól
- 268/1997. (XII. 22.) Korm. rendelet 	 az önkéntes kölcsönös egészség- és önsegélyező pénztárak egyes gazdálkodási szabályairól
- 269/1997. (XII. 22.) Korm. rendelet 	 az önkéntes nyugdíjpénztárak beszámoló készítésének és könyvvezetésének sajátosságairól
- 270/1997. (XII. 22.) Korm. rendelet 	 az önkéntes kölcsönös egészség- és önsegélyező pénztárak beszámoló készítésének és könyvvezetésének sajátosságairól
- 271/1997. (XII. 22.) Korm. rendelet 	 az országos múzeumok felsorolásáról
- 272/1997. (XII. 22.) Korm. rendelet 	 a művelődési és közoktatási miniszter feladat- és hatásköréről szóló 47/1990. (IX. 15.) Korm. rendelet módosításáról
- 273/1997. (XII. 22.) Korm. rendelet 	 az agrártámogatások igénybevételének általános feltételeiről
- 274/1997. (XII. 22.) Korm. rendelet 	 a magán-munkaközvetítői tevékenységről
- 275/1997. (XII. 22.) Korm. rendelet 	 a biztonsági okmányok védelmének rendjéről szóló 86/1996. (VI. 14.) Korm. rendelet módosításáról
- 276/1997. (XII. 22.) Korm. rendelet 	 a külföldi felsőoktatási intézményben szerzett fokozatok, oklevelek és diplomák elismeréséről és honosításáról szóló 47/1995. (IV. 27.) Korm. rendelet módosításáról
- 277/1997. (XII. 22.) Korm. rendelet 	 a pedagógus-továbbképzésről, a pedagógus-szakvizsgáról, valamint a továbbképzésben részt vevők juttatásairól és kedvezményeiről
- 278/1997. (XII. 23.) Korm. rendelet 	 a társadalombiztosítás ellátásaira és a magánnyugdíjra jogosultakról, valamint e szolgáltatások fedezetéről szóló 1997. évi LXXX. törvény végrehajtásáról rendelkező 195/1997. (XI. 5.) Korm. rendelet és egyes kormányrendeletek módosításáról
- 279/1997. (XII. 23.) Korm. rendelet 	 a családi pótlékról és a családok támogatásáról szóló 1990. évi XXV. törvény végrehajtásáról rendelkező 68/1995. (VI. 17.) Korm. rendelet módosításáról
- 280/1997. (XII. 23.) Korm. rendelet 	 a gyermeknevelési támogatás megállapításának szabályairól, valamint a szociális ellátások igényléséhez felhasználható bizonyítékokról szóló 32/1993. (II. 17.) Korm. rendelet módosításáról
- 281/1997. (XII. 23.) Korm. rendelet 	 a gyermekjóléti és gyermekvédelmi személyes gondoskodást nyújtó intézmények működésének engedélyezéséről
- 282/1997. (XII. 23.) Korm. rendelet 	 a gyámhatóságokról, valamint a gyermekvédelmi és gyámügyi eljárásról szóló 149/1997. (IX. 10.) Korm. rendelet módosításáról
- 283/1997. (XII. 23.) Korm. rendelet 	 az egyes pénzbeli szociális ellátások folyósításának és elszámolásának szabályairól szóló 30/1993. (II. 17.) Korm. rendelet módosításáról
- 284/1997. (XII. 23.) Korm. rendelet 	 térítési díj ellenében igénybe vehető egyes egészségügyi szolgáltatások térítési díjáról
- 285/1997. (XII. 23.) Korm. rendelet 	 a hitelintézetek és a pénzügyi vállalkozások éves beszámoló készítési és könyvvezetési kötelezettségének sajátosságairól szóló 198/1996. (XII. 22.) Korm. rendelet módosításáról
- 286/1997. (XII. 23.) Korm. rendelet 	 a felsőoktatási intézmények felvételi eljárásainak általános szabályairól szóló 28/1995. (III. 24.) Korm. rendelet módosításáról
- 287/1997. (XII. 29.) Korm. rendelet 	 a közforgalmú személyszállítási utazási kedvezményekről
- 288/1997. (XII. 29.) Korm. rendelet 	 a környezetvédelmi termékdíjról, továbbá egyes termékek környezetvédelmi termékdíjáról szóló 1995. évi LVI. törvény végrehajtásához szükséges egyes intézkedésekről szóló 113/1995. (IX. 27.) Korm. rendelet módosításáról

### Egyéb fontosabb jogszabályok

#### Miniszteri rendeletek

##### Január
- 1/1997. (I. 17.) IKIM rendelet az élelmiszer-forgalmazás rendjéről

##### Február
- 6/1997. (II. 12.) MKM rendelet A felsőoktatási normatív kutatás-támogatás felosztásáról és felhasználásáról
- 9/1997. (II. 12.) BM rendelet A belügyminiszter irányítása alá tartozó szervek, valamint az önkormányzati tűzoltóság szolgálati viszonyban álló tagjai szolgálati viszonyának egyes kérdéseiről és a személyügyi igazgatás rendjéről
- 6/1997. (II. 21.) PM rendelet az adóbevallást helyettesítő munkáltatói elszámolás során a személyi jövedelemadó meghatározott részének az adózó rendelkezése szerinti közcélú felhasználásáról tett rendelkező nyilatkozatokkal összefüggő nyomtatványról
- 1/1997. (II. 26.) TNM rendelet  A polgári nemzetbiztonsági szolgálatok hivatásos állományú tagjai szolgálati viszonyának létesítéséről, tartalmáról és megszüntetéséről
- 2/1997. (II. 26.) TNM rendelet A polgári nemzetbiztonsági szolgálatoknál más kereső foglalkozást nem folytatható vezetők körének meghatározásáról, a más kereső foglalkozás bejelentésével, engedélyezésével, az összeférhetetlenség megszüntetésével és tilalma megszegése következményeivel kapcsolatos eljárás rendjéről
- 4/1997. (II. 28.) TNM rendelet  A polgári nemzetbiztonsági szolgálatok hivatásos állományú tagjainak illetményéről, valamint egyéb pénzbeli és természetbeni ellátásáról

##### Március
- 5/1997. (III. 5.) IKIM rendelet egyes ipari, kereskedelmi és idegenforgalmi tevékenységek gyakorlásához szükséges képesítésekről
- 16/1997. (III. 5.) FM rendelet a földmérési és térképészeti tevékenységről szóló 1996. évi LXXVI. törvény végrehajtására
- 23/1997. (III. 19.) BM rendelet a belügyminiszter irányítása alatt álló fegyveres szervek és hivatásos állományú tagjainak kártérítési felelősségéről
- 8/1997. (III. 21.) IKIM rendelet a mérőedényként használt palackok forgalomba hozataláról
- 6/1997. (III. 26.) IM rendelet A büntetés-végrehajtási szervezet hivatásos állományú tagjainak egyes illetményen kívüli járandóságairól, szociális juttatásairól és támogatásáról
- 7/1997. (III. 26.) IM rendelet A büntetés-végrehajtási szervezet hivatásos állományú tagjai részére járó egyes költségtérítésekről
- 8/1997. (III. 26.) IM rendelet A büntetés-végrehajtási szervezetre vonatkozó kártérítési eljárás egyes szabályairól
- 10/1997. (III. 26.) IM rendelet A büntetés-végrehajtási szervezet hivatásos állományú tagjainak elismerési rendjéről
- 11/1997. (III. 26.) IM rendelet A büntetés-végrehajtási szervezet hivatásos állományú tagjaira vonatkozó egyes munkáltatói jogkörök gyakorlásáról

##### Április
- 15/1997. (IV. 22.) IM rendelet A büntetés-végrehajtási szervezet hivatásos állományú tagjai illetményének és illetmény jellegű juttatásainak megállapításáról és folyósításáról
- 14/1997. (IV. 22.) IM rendelet A büntetés-végrehajtási szervezet hivatásos állományú tagjainak szolgálati viszonyáról

##### Május
- 11/1997. (V. 28.) NM rendelet a természetgyógyászati tevékenység gyakorlásának egyes kérdéseiről
- 41/1997. (V. 28.) FM rendelet az Állat-egészségügyi Szabályzat kiadásáról

##### Július
- 21/1997. (VII. 8.) IM rendelet a büntetés-végrehajtási szervezet Szolgálati Szabályzatáról
- 22/1997. (VII. 15.) IM rendelet a Fiatalkorúak Regionális Büntetés-végrehajtási Intézete (Kecskemét) alapításáról
- 39/1997. (VII. 18.) BM rendelet a belügyi szervek szociális és kegyeleti gondoskodással kapcsolatos egyes feladatairól

##### Augusztus
- 25/1997. (VIII. 1.) PM rendelet a termőföldnek nem minősülő ingatlanok hitelbiztosítéki értékének meghatározására vonatkozó módszertani elvekről
- 29/1997. (VIII. 29.) KTM rendelet a környezetbarát, környezetkímélő megkülönböztető jelzés használatának feltételrendszeréről

##### Szeptember
- 26/1997. (IX. 3.) NM rendelet az iskola-egészségügyi ellátásról

##### November
- 35/1997. (XI. 26.) PM rendelet A jövedéki adóról és a jövedéki termékek forgalmazásának különös szabályairól szóló 1997. évi CIII. törvény egyes rendelkezéseinek végrehajtásáról

##### December
- 46/1997. (XII. 17.) NM rendelet a kötelező egészségbiztosítás terhére igénybe nem vehető ellátásokról
- 51/1997. (XII. 18.) NM rendelet a kötelező egészségbiztosítás keretében igénybe vehető betegségek megelőzését és korai felismerését szolgáló egészségügyi szolgáltatásokról és a szűrővizsgálatok igazolásáról
- 19/1997. (XII. 18.) MüM rendelet A kollektív szerződések regisztrálási rendjéről és az ezzel kapcsolatos adatszolgáltatási kötelezettségről
- 106/1997. (XII. 19.) FM rendelet A szőlőtermesztésről és a borgazdálkodásról szóló 1997. évi CXXI. törvény végrehajtásáról
- 71/1997. (XII. 20.) IKIM—PM együttes rendelet a Magyar Köztársasággal szabadkereskedelmi megállapodást kötött országokból származó egyes árukra vonatkozó 1998. évi vámkontingensekről [2]
- 62/1997. (XII. 21.) NM rendelet az egészségügyi és a hozzájuk kapcsolódó személyes adatok kezelésének egyes kérdéseiről
- 45/1997. (XII. 29.) KTM rendelet az építészeti-műszaki tervdokumentációk tartalmi követelményeiről
- 46/1997. (XII. 29.) KTM rendelet?
- 47/1997. (XII. 29.) KTM rendelet?
- 48/1997. (XII. 29.) KTM rendelet az építésfelügyeleti ellenőrzési eljárásról szóló
- 43/1997. (XII. 30.) PM rendelet A jövedéki termékek veszteségnormáiról
- 45/1997. (XII. 31.) PM-HM együttes rendelet Az üzemanyag petróleum adómentes beszerzésének, nyilvántartásának és elszámolásának külön szabályairól, valamint a külföldi államok fegyveres erőinek ellátását végző szervezet jövedéki nyilvántartásának vezetésére vonatkozó előírásokról
- 47/1997. (XII. 31.) PM rendelet a vámtörvény végrehajtásának részletes szabályairól szóló 10/1996. (III. 25.) PM rendelet módosításáról

#### Kormányhatározatok

##### Január
- 1001/1997. (I. 15.) Korm. határozat A természetes partfalak mozgásával veszélyeztetett települések és közösségi objektumok veszélyelhárítási kormányprogramjáról
- 1004/1997. (I. 17.) Korm. határozat ?

##### Április
- 1035/1997. (IV. 10.) Korm. határozat ?

##### Május
- 1061/1997. (V. 30.) Korm. határozat ?

##### Július
- 1070/1997. (VII. 1.) Korm. határozat egyes kormányhatározatok hatályon kívül helyezéséről [3]
- 1071/1997. (VII. 1.) Korm. határozat a forint valutakosárral szembeni árfolyamszintje 1997. évre megállapított havi leértékelési mértékének csökkentéséről [3]
- 2236/1997. (VII. 29.) Korm. határozat a Nitrokémia Rt. reorganizációjáról

##### Szeptember
- 2271/1997. (IX. 11.) Korm. határozat a prostitúció visszaszorítására irányuló intézkedésekről

##### Október
- 2304/1997. (X. 8.) Korm. határozat az állami felelősségi körbe tartozó tartós környezetkárosodások elhárítását szolgáló kármentesítési program középtávú szakaszáról
- 1108/1997. (X. 11.) Korm. határozat ?

##### December
- 2401/1997. (XII. 8.) Korm. határozat a Tiszavasvári Város Önkormányzat hulladéklerakó telepének környezetvédelmi kármentesítéséről
- 1131/1997. (XII. 20.) Korm. határozat ?